# Hebrón
Hebrón (en árabe: الخليل‎ al-Jalîl; en hebreo: חֶבְרוֹן‎, Ḥevron ( escuchar), en hebreo tiberiano Ḥeḇrôn) es una localidad palestina situada en Cisjordania, y una de las ciudades permanentemente habitadas más antiguas de Oriente Próximo. Situada a 30 kilómetros al sur de Jerusalén y enclavada en los montes de Judea, se encuentra a 930 metros por encima del nivel del mar. Es la segunda ciudad más grande de Cisjordania y la tercera más grande del Estado de Palestina, solo detrás de Gaza y Jerusalén Este. A mediados de 2024, se calcula que viven en ella 238.308 palestinos y en torno a 850 colonos judíos (200 de ellos, estudiantes de yeshivás), concentrados estos últimos en el barrio antiguo. La ciudad se encuentra dividida en dos sectores: H1, controlada por la Autoridad Nacional Palestina, que supone un 85 % del territorio municipal, y H2 (aproximadamente un 15 % de la ciudad), administrada por Israel.
La Ciudad Vieja de Hebrón se caracteriza por su arquitectura mameluca y sus estrechas y serpenteantes callejuelas, sus casas de piedra con techo aplanado y sus viejos bazares. La Unesco nombró a la Ciudad Vieja de Hebrón/al Khalil como lugar Patrimonio de la Humanidad de Palestina en 2017, incluyéndola inmediatamente en la lista de Patrimonio de la Humanidad en peligro. La fuerte relación de Hebrón con la figura bíblica de Abraham hace que sea venerada por judíos, musulmanes y cristianos. En la ciudad se encuentra la Tumba de los Patriarcas, que está considerada el lugar de enterramiento de los patriarcas y matriarcas bíblicos. Hebrón es la segunda ciudad más sagrada del judaísmo, solo después de Jerusalén, mientras que el islam la considera una de las cuatro ciudades sagradas junto con Jerusalén, La Meca y Medina.
Hebrón es un importante centro de comercio cisjordano, responsable de aproximadamente un tercio de producto interior bruto de la región, en gran parte debido a la venta del mármol de sus canteras. Hebrón también tiene un importante renombre a nivel local por sus uvas e higos, su piedra caliza, sus fábricas tradicionales de vidrio y cerámica y por un importante fabricante de productos lácteos, al-Junaidi. En la ciudad se encuentran también la Universidad de Hebrón y la Universidad Politécnica de Palestina.
La cercanía a Hebrón de las ciudades de ad-Dhahiriya, Dura y Yatta hace que no existan límites municipales entre ellas. La gobernación de Hebrón es la más grande de Palestina, con una población de 842.969 habitantes a mediados de 2024.

## Etimología
El nombre de “Hebrón” se retrotrae a dos palabras con raíz semítica que se fusionan en la forma ḥbr, con reflejos en las lenguas hebrea y amorita y que denotan una gran variedad de significados entre los que pueden hallarse “colega”, “unir” o “amigo”. En el nombre propio “Hebrón”, el significado original podría haber sido el de “alianza”.
El término árabe al-Jalil deriva del epíteto coránico de Abraham, Jalil ar-Rahman, “el amado por los piadosos” o “amigo de Dios”. Por lo tanto, la forma árabe al-Jalil traduce de una manera precisa el antiguo topónimo hebreo Hebron, entendido como haber (amigo).

## Geografía
Hebrón se encuentra a 30 kilómetros al sur de Jerusalén y a una altitud de 930 metros sobre el nivel del mar. La ciudad es famosa por sus uvas, piedra caliza, trabajos de cerámica y fábricas de vidrio soplado. También alberga la famosa fábrica de productos lácteos Al-Juneidi. La ciudad vieja se caracteriza por sus calles estrechas y sinuosas, las casas de techos planos y sus viejos bazares. Allí están situadas la Universidad de Hebrón y la Universidad Politécnica de Palestina.

## Historia

### Periodo Cananeo
Las excavaciones arqueológicas revelan restos de poderosas fortificaciones que datan de la Edad del Bronce temprana y que cubren de 24 a 30 dunams con Tel Rumeida como centro. La ciudad floreció en el siglo XVIII y siglo XVII a. C. antes de ser destruida por un incendio, tras lo que volvió a ser habitada a finales de la Edad del Bronce media. Esta antigua Hebrón fue en su origen una ciudad real cananea. La leyenda de Abraham asocia la ciudad con los hititas. También se ha especulado con la posibilidad de que Hebrón fuese la capital de Shuwardata de Gat, un contemporáneo indoeuropeo del regente de Jerusalén Abdi-Kheba, aunque las colinas de Hebrón estuvieron casi vacías de asentamientos durante la Edad del Bronce tardía. Las tradiciones abrahámicas asociadas con Hebrón son nómadas y podrían reflejar también un elemento ceneo, ya que se dice que los nómadas ceneos ocuparon durante largo tiempo la ciudad, y Heber es el nombre de un clan ceneo. En la narrativa de la conquista hebrea tardía, Hebrón era uno de los dos centros bajo control cananeo y gobernado por los tres hijos de Anak, o podría reflejar alguna migración cenea o quenezea desde el Néguev hasta Hebrón, ya que palabras relacionadas con los quenezeos parecen estar cerca del idioma hurrita, lo que sugiere que tras la leyenda de los anakim había algún tipo de población hurrita temprana. En la tradición bíblica, estos aparecen representados como descendientes de Nefilim. El Libro del Génesis menciona que anteriormente se había llamado Kiryath-arba, o “ciudad de cuatro”, posiblemente en referencia a las cuatro parejas que estaban enterradas allí, o quizá cuatro tribus, cuatro barrios, cuatro colinas o un asentamiento de cuatro familias confederadas.

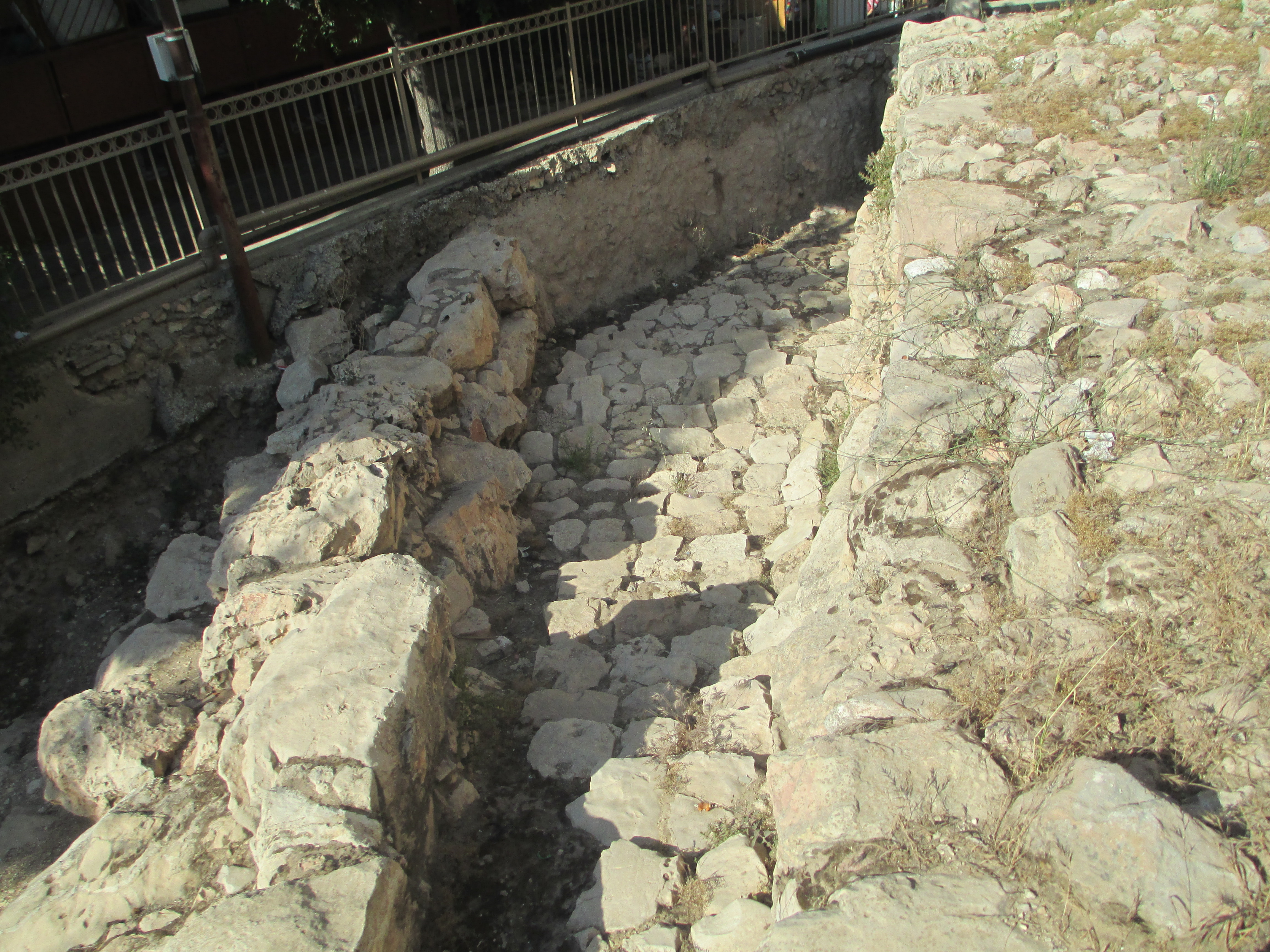
Excavaciones en Tell Rumeida

La historia de la compra por parte de Abraham de la Cueva de Majpelá (o Macpelá) a los hititas constituye un elemento clave para la conexión de los judíos con la ciudad, ya que supuso la primera "propiedad" de Israel mucho antes de la conquista de Josué. La Biblia describe su asentamiento allí como el primer pacto, una alianza con dos clanes locales amoritas que se convirtieron en sus ba'alei o maestros del pacto.

### Primer Periodo Judío

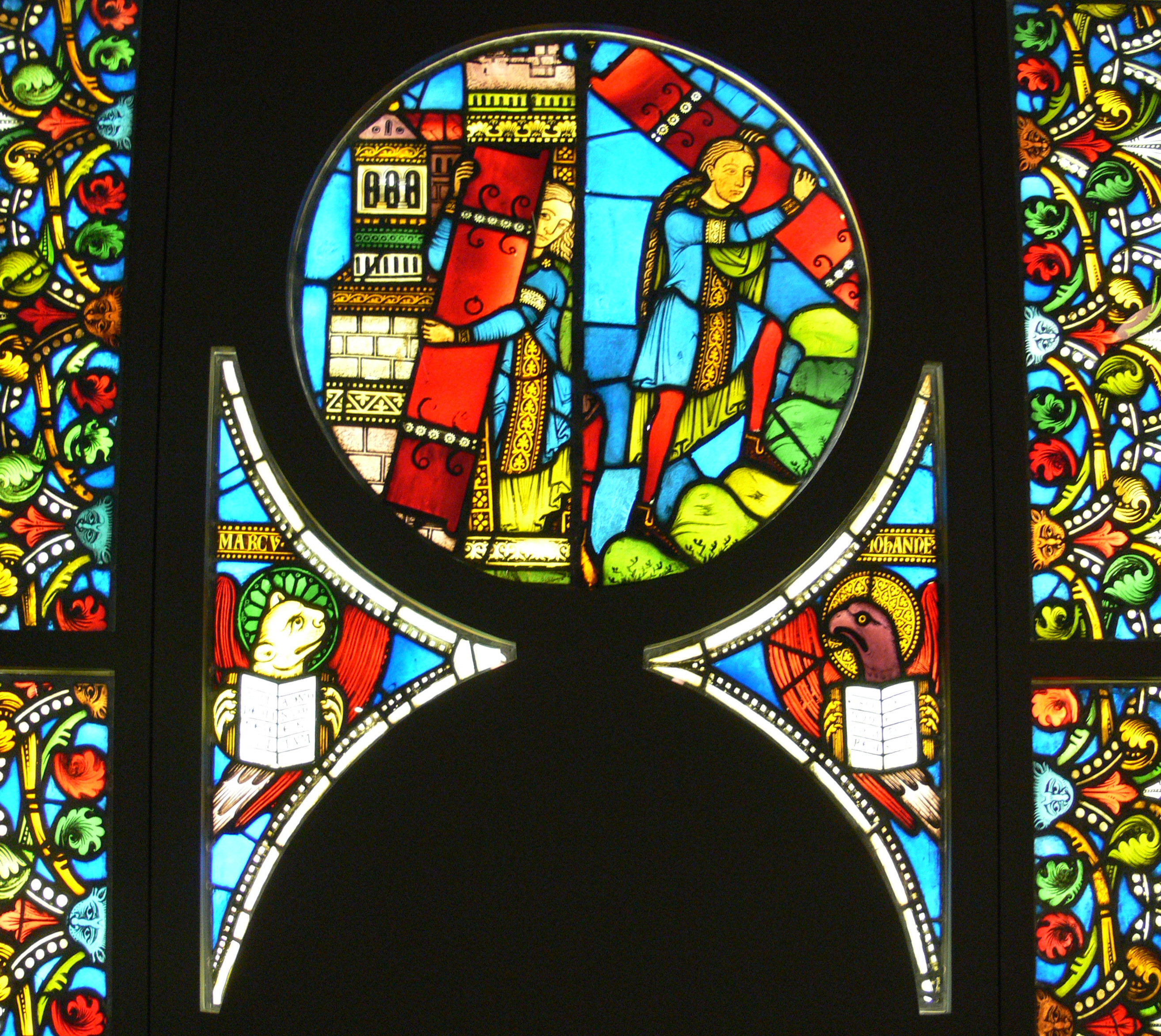
Sansón coge las puertas de Gaza y las lleva al Monte Hebrón (Estrasburgo, 1160-1170)

El Hebrón bíblico se centraba en lo que ahora se conoce como Tell Rumeida, mientras que su centro espiritual se encontraba en Elonei Mamre, a cuatro kilómetros al norte de la actual ciudad. La historia bíblica dice que fue Josué quien se la arrebató a los cananeas, eliminando a todos los habitantes de la ciudad, “destruyendo todo lo que respirase, como el Dios de Israel había ordenado”, si bien otras fuentes dicen que fue la tribu de Judá o la de Caleb. La propia ciudad y algunos pastos contiguos se asignaron a los levitas del clan de Kohath, mientras que los campos de la ciudad y las aldeas de los alrededores fueron para Caleb, quien expulsó a los tres gigantes que gobernaban la ciudad: Sheshai, Ahiman y Talmai. Después, la narrativa bíblica afirma que el rey David gobernó desde Hebrón durante siete años. Fue allí donde los ancianos de Israel acudieron para hacer un pacto ante Elohim y nombrarlo rey de Israel. Fue también en Hebrón donde Absalón se autoproclamó rey y se rebeló contra su padre David. Fue uno de los primeros centros de la Tribu de Judá y estaba considerada como una de las seis ciudades tradicionales de refugio, en las que los asesinos podían reclamar el derecho de asilo. Como demuestra el descubrimiento de sellos con la inscripción Imlk Hebron (al rey Hebrón) en Laquis, la segunda ciudad más importante de Judea tras Jerusalén, Hebrón siguió siendo un importante centro económico por su ubicación estratégica en el cruce de caminos entre el Mar Muerto hacia el este, Jerusalén hacia el norte, el Néguev y Egipto hacia el sur y la llanura costera hacia el oeste, si bien permaneció administrativa y políticamente dependiente de Jerusalén durante este periodo.

### Antigüedad Clásica y Segundo Periodo Judío

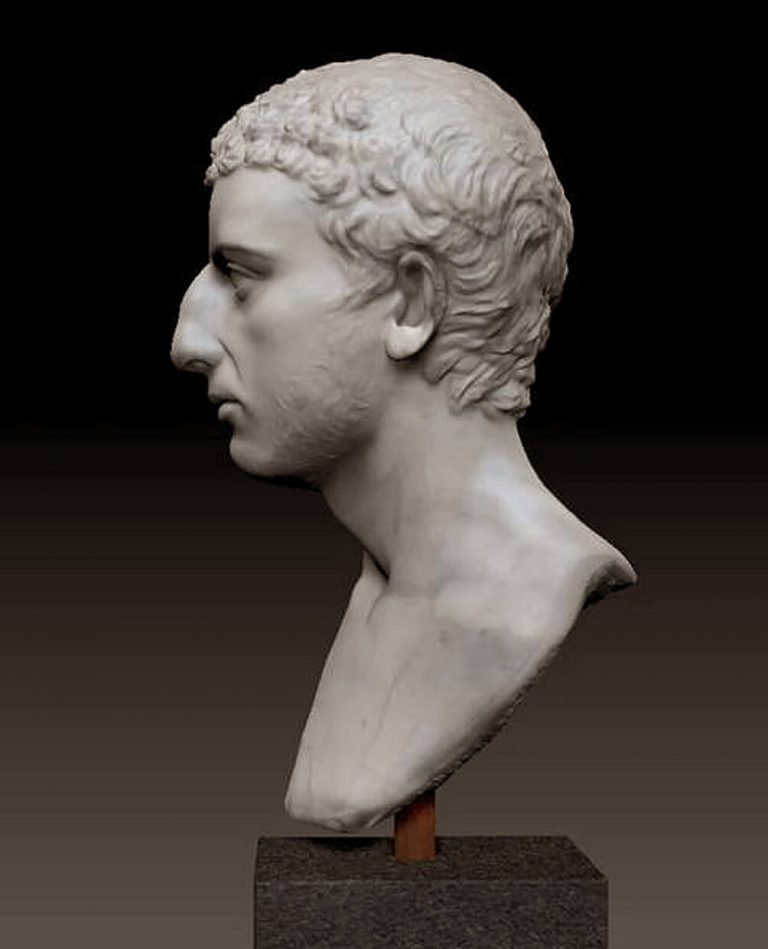
Flavio Josefo, narrador de las guerras judeo-romanas

Tras la destrucción del Primer Templo, la mayoría de los habitantes judíos de Hebrón marcharon al exilio y, en concordancia con el punto de vista tradicional, algunos investigadores descubrieron restos de la presencia edomita tras el siglo V y el siglo IV a. C., cuando la zona se convirtió en provincia aqueménida. Tras la conquista de Alejandro Magno, Hebrón permaneció durante todo el periodo helenístico bajo la influencia de Idumea, como prueban las inscripciones de dicho periodo con los nombres del dios edomita Qaus. Parece que algunos judíos vivieron allí tras su retorno del exilio babilónico.
Durante la revuelta de los macabeos, Judas Macabeo quemó y saqueó Hebrón en el año 167 a. C., si bien parece que la ciudad se resistió durante mucho tiempo al dominio asmoneo, e incluso durante la primera guerra judeo-romana seguía siendo considerada edomita. Hebrón fue capturada y saqueada en el transcurso de esta guerra por Simón bar Giora, un líder de la facción campesina. La actual ciudad de Hebrón se fundó en el valle anexo a Tel Rumeida como muy tarde en tiempos romanos.
Herodes I el Grande, rey de Judea, construyó una muralla de 12 metros de alto que todavía rodea la Tumba de los Patriarcas. La “pequeña ciudad” fue posteriormente destruida por completo por un oficial de Vespasiano llamado Sextus Vettulenus Cerialis. Flavio Josefo escribió que Sextus “asesinó a todo lo que encontró allí, joven y viejo, y quemó la ciudad hasta los cimientos”. Tras la derrota de Simón bar Kojba en el año 135 d. C., numerosos cautivos judíos fueron vendidos en el mercado de esclavos de Hebrón.
La ciudad formó parte del Imperio Bizantino, integrada en la provincia de Palestina Prima y dentro de la Diócesis del Este, y durante todo el dominio bizantino de Hebrón no se permitió a los judíos habitar en ella. El emperador Justiniano erigió una iglesia cristiana sobre la Cueva de Macpelá en el siglo VI d. C., aunque el general sasánida Sharvaraz la destruyó en el año 614 durante la toma de Jerusalén por parte de los ejércitos de Cosroes II. Sin embargo, las tropas persas dejaron intactos los santuarios de la ciudad en deferencia a los numerosos judíos presentes en el ejército sasánida.
Conforme a la crónica de María Valtorta (Italia, 1944), en Hebrón tuvieron su casa el sacerdote Zacarías e Isabel, su esposa (Lucas 1 :5-7), padres de Juan el Bautista, donde María, esposa de José de Nazaret le visitó mientras estaba encinta para ayudarle en sus labores, dado que era su prima e Isabel estaba entrada en años.[cita requerida]

### Dominio musulmán

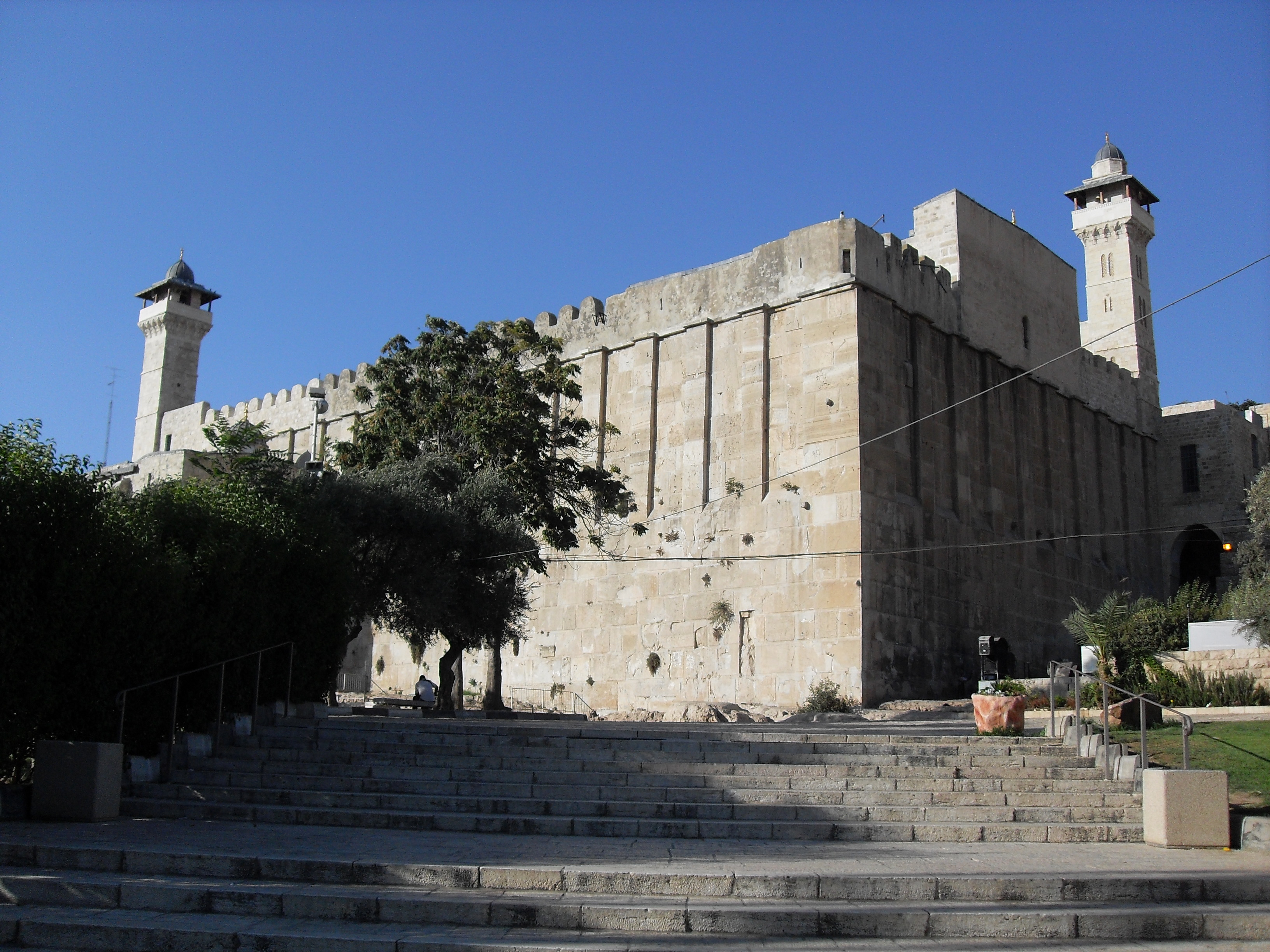
Mezquita Ibrahimi o Tumba de los Patriarcas

Hebrón fue una de las últimas ciudades en caer durante la invasión musulmana de Siria y el Levante, lo que posiblemente fuese el motivo por el que su nombre no apareciera en ninguna narración tradicional de la conquista árabe. Tras la caída de la ciudad, el califa Umar ibn al-Jattab permitió a los judíos volver y construir una pequeña sinagoga en el interior del recinto herodiano. Cuando las fuerzas del califato rashidun conquistaron Hebrón en el año 638, convirtieron en mezquita la iglesia cristiana ubicada en la tumba de Abraham. Hebrón se convirtió en una importante estación de paso para las caravanas comerciales en ruta hacia Egipto, así como una parada para los peregrinos que hacían la peregrinación hacia La Meca (hach) desde Damasco. El obispo católico Arculfo, que visitó Tierra Santa durante el periodo Omeya, describió la ciudad como pobre y sin fortificar. En sus escritos también mencionaba caravanas de camellos transportando leña desde Hebrón a Jerusalén, lo que significa que había nómadas árabes en la zona por aquella época. El tráfico comercial creció enormemente, en particular con los beduinos del Néguev (al-Nawab) y la población al este del Mar Muerto (Bahr Lut). Según Anton Kisa, los judíos de Hebrón y de Tiro fundaron la industria de vidrio veneciano en el siglo IX. El islam no consideraba la ciudad especialmente importante antes del siglo X, estando prácticamente ausente de la literatura musulmana de la época. El geógrafo jerosolimitano al-Muqaddasi describió la ciudad en el año 985 de la siguiente manera: 
“Habrá (Hebrón) es el pueblo de Abraham al-Khalil (el amigo de Dios)… En ella hay una poderosa fortaleza (…) hecha de enormes piedras cuadradas. En medio de ella destaca una cúpula de piedra, construida en época islámica sobre el sepulcro de Abraham. La tumba de Isaac está más adelante, en el edificio principal de la mezquita, la tumba de Jacob detrás, y frente a cada profeta está su mujer. El recinto se ha convertido en una mezquita, y alrededor de ella se han construido casas de descanso para los peregrinos, de tal manera que rodean el edificio por todos lados. Un pequeño canal de agua se ha reconducido hacia ellas. Todo el campo alrededor de esta ciudad está relleno de aldeas en todas direcciones, con viñedos y cultivos de uvas y manzanas llamados Jabal Nahra (…) siendo fruta de una excelencia insuperable (…) Mucha de esta fruta se seca para enviarla a Egipto. En Hebrón hay una posada continuamente abierta con un cocinero, un panadero y sirvientes que acuden regularmente. Ofrecen un plato de lentejas y aceite de oliva a cada persona pobre que llega y se la sirven ante el rico por si quisiera tomar parte también. La mayoría piensa que es una continuación de la posada de Abraham, pero en realidad es un legado de [el sahaba (compañero) del profeta Mahoma] Tamim-al Dari y de otros (…) El emir del Jorasán (…) ha concedido a esta organización benéfica mil dírhams anuales, (…) al-Shar al-Adil les dejó una cuantiosa herencia. A día de hoy, no conozco en todo el reino del Islam una casa de mayor hospitalidad y caridad que esta”.

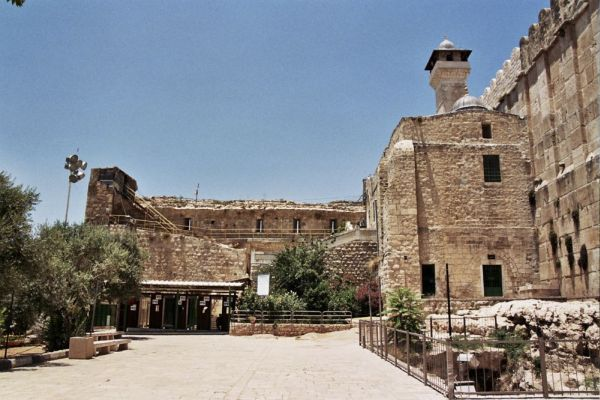
La Tumba de los Patriarcas o Mezquita de Ibrahim.

La tradición, conocida como “la mesa de Abraham” (simat al-khalil) y parecida a la establecida por los fatimíes, tuvo en Hebrón su expresión más famosa. El viajero persa Naser Josrow, que visitó Hebrón en 1047, dejó escrito en su Safarnama que
“…este santuario tiene muchas aldeas que le pertenecen y que le proporcionan ingresos para fines piadosos. En una de estas aldeas hay un manantial donde el agua surge de debajo de una piedra, pero no muy abundantemente; y esta agua se conduce por un canal excavado en el suelo hasta un lugar en las afueras de la ciudad (de Hebrón) donde han construido un depósito cubierto para recoger el agua (…) El santuario (mashad) queda en el límite sur de la ciudad (…) está rodeado por cuatro muros. El mihrab y el maksurah (lugar delimitado para las plegarias del viernes) están en el extremo sur del edificio. En el maksurah hay muchos hermosos mihrabs. (…) En Hebrón se cultiva principalmente cebada, siendo raro el trigo, y también abundan los olivos. A los visitantes se les ofrece pan y oliva. Hay muchos molinos aquí, impulsados por bueyes y mulas, que muelen la harina el día entero; también hay muchachas trabajando que hornean el pan durante todo el día. Las hogazas son de (unas tres libras de peso) y a cada persona que llega le dan una hogaza de pan diaria y un plato de lentejas cocinadas con aceite de oliva y algunas pasas. (…) Hay días que no menos de quinientos peregrinos llegan, y a todos y cada uno de ellos se les ofrece esta hospitalidad."
Documentos de una geniza de la época aluden solamente a “las tumbas de los patriarcas” y revelan que existía una comunidad judía organizada en Hebrón que tenía una sinagoga junto a la tumba y que se encargaban de acomodar a los peregrinos y mercaderes judíos. Durante el periodo selyuquí, la comunidad judía estuvo encabezada por Saadia b. Abraham b. Nathan, conocido como el “compañero de las tumbas de los patriarcas”.

### Las Cruzadas
El califato mantuvo el control de la zona hasta el año 1099, cuando el caballero cruzado Godofredo de Bouillón conquistó Hebrón y lo renombró como “Castellion Saint Abraham”. Se designó a la ciudad como capital del distrito sur del reino cruzado y fue entregado a su vez como feudo de San Abraham a Geldemar Carpinel, el obispo Gerardo de Avesnes, Hugo de Rebecques, Walter Mohamet y Balduino de San Abraham. Como fortaleza franca del Reino de Jerusalén, sus defensas eran precarias y estaba considerada como “poco más que una isla en un océano musulmán”. Los cruzados convirtieron la mezquita y la sinagoga en iglesias. En 1106, una campaña egipcia se adentró en el sur de Palestina y casi consiguió recapturar Hebrón de manos cruzadas al año siguiente, aunque el rey Balduino I de Jerusalén dirigió personalmente un contraataque que repelió a las fuerzas musulmanas. Ali de Herat, escribiendo en el año 1173, afirmó que en el año 1113, durante el reinado de Balduino II de Jerusalén, una parte de la cueva de Abraham se había desplomado, tras lo que “unos cuantos francos habían hecho su entrada allí”. Y descubrieron “(los cuerpos) de Abraham, Isaac y Jacob”, “sus sudarios despedazados, yaciendo apoyados contra la pared… Entonces el rey, tras proporcionarles nuevos sudarios, hizo cerrar el lugar una vez más”. La Crónica de Ibn at Athir sobre el año 1119 aporta una versión similar: “En ese año se abrió la tumba de Abraham y la de sus dos hijos Isaac y Jacob (…) Mucha gente vio al Patriarca. Sus extremidades no se habían perturbado de ningún modo, y a su lado se colocaron lámparas de oro y plata”. El noble e historiador damasceno Ibn al-Qalanisi también alude en su crónica de esa época al descubrimiento de las reliquias supuestamente pertenecientes a Abraham, Isaac y Jacob, un descubrimiento que incitó la curiosidad de las tres comunidades religiosas de Palestina: la musulmana, la judía y la cristiana. A finales del periodo cruzado, en 1166, Maimónides visitó Hebrón y escribió: 
"El domingo 9 de marjeshván (17 de octubre), dejé Jerusalén en dirección a Hebrón para besar las tumbas de mis ancestros en la Cueva. Ese día, me quedé en la cueva y oré, alabado sea Dios, (agradecido) por todo."
Como dominio real que era, Hebrón fue entregado a Felipe de Milly en 1161 y unificado con el Señorío de Transjordania. Se nombró un obispo para Hebrón en 1168 y se construyó la nueva catedral de San Abraham en la parte sur del Haram. En 1167 se creó la sede episcopal de Hebrón junto con la de Kerak y la de Sebastia (donde se halla la tumba de Juan el Bautista).
En 1170, Benjamín de Tudela visitó la ciudad, llamada por entonces por su nombre franco St. Abram de Bron. De ella escribió: 
"Aquí hay una gran iglesia llamada de St. Abram, y esta fue un lugar de adoración judío en tiempos del dominio mahometano, pero los gentiles han erigido allí seis tumbas, llamadas respectivamente las de Abraham y Sara, Isaac y Rebeca, Jacob y Lea. Sus custodios cuentan a los peregrinos que son las tumbas de los Patriarcas, información por la cual reciben dinero de los peregrinos. Sin embargo, si llega un judío y ofrece una recompensa especial, el custodio de la cueva abre una puerta de hierro que fue construida por nuestros antepasados y le permite descender por unos escalones llevando una vela en su mano. Entonces alcanzan una cueva en la que no hay nada, y otra cueva detrás que está igualmente vacía, pero cuando alcanzan la tercera cueva encuentran en ella seis sepulcros, los de Abraham, Isaac y Jacob, frente a los de Sara, Rebeca y Lea, respectivamente."

### Dominio mameluco y ayubí
El general musulmán kurdo Saladino reconquistó Hebrón en 1187, una vez más con la ayuda de los judíos (según una tradición tardía), a cambio de una carta de seguridad que les permitiera volver a la ciudad y construir una sinagoga en ella. El nombre de la ciudad se volvió a cambiar a al-Jalil, y un barrio kurdo todavía existía en la ciudad a comienzos del dominio otomano. Ricardo Corazón de León recapturó la ciudad poco después, tras lo que Ricardo de Cornualles, que había venido desde Inglaterra para poner fin a una peligrosa disputa entre Templarios y Hospitalarios que ponía en peligro el tratado de estabilidad regional acordado con el sultán egipcio Al-Salih Ayyub, consiguió poner paz en la zona. Sin embargo, poco después de su marcha las disputas comenzaron de nuevo y en 1241 los Templarios organizaron un asalto sobre Hebrón, que por entonces era musulmana, lo que supuso una ruptura de los acuerdos.
Los corasmios destruyeron la ciudad en 1244, aunque dejaron el santuario intacto. En 1260 se construyeron sus minaretes tras la victoria del sultán mameluco Baibars sobre el ejército mongol. Seis años más tarde, durante su peregrinaje a Hebrón, el propio Baibars promulgó un edicto prohibiendo que los cristianos y los judíos accediesen al santuario, con lo que el clima de tolerancia que había reinado durante el dominio de los ayubíes fue perdiendo fuerza. Este edicto no se aplicó de una manera realmente estricta hasta mediados del siglo XIV y, ya hacia el año 1490, ni tan siquiera los musulmanes podían acceder a las cuevas subterráneas.
El molino de Artas se construyó en 1307 y los beneficios de sus ingresos se dedicaron a colaborar con el Hospital de Hebrón. Entre 1318 y 1320, el na’ib de Gaza y de gran parte de la Palestina costera e interior encargó la construcción de la Mezquita Jawli para aumentar el espacio para la oración de que disponía la Mezquita Ibrahimi (de Abraham).

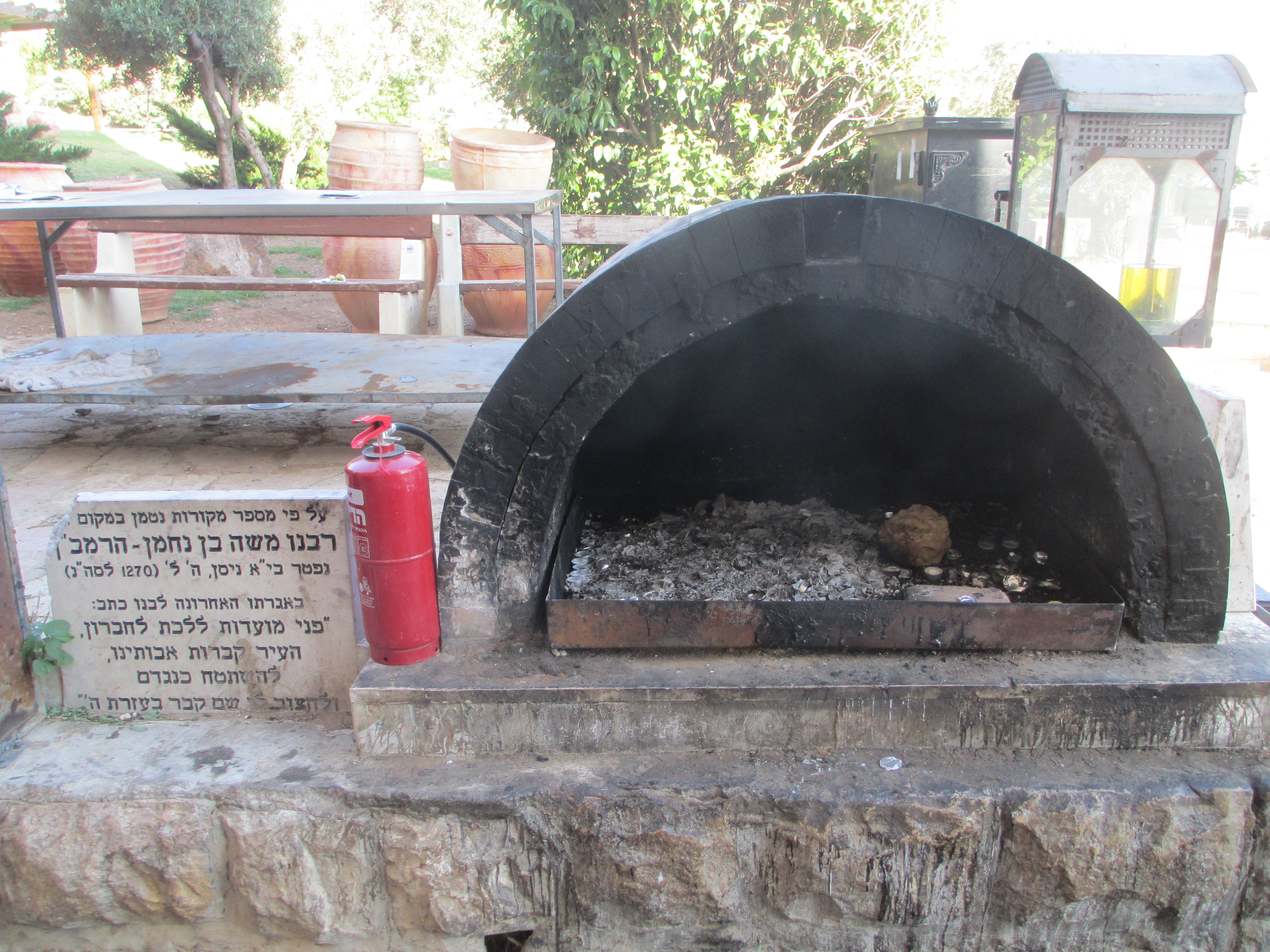
Tumba de Nahmánides, en Hebrón

Algunos importantes judíos visitaron Hebrón durante aquellos siglos, como el rabino Nahmánides (1270) o el geógrafo Ishtori haFarhi (1322), quien describió el antiguo cementerio judío de la ciudad. El imán suní Ibn Qayyim al-Jawziyya (1292-1350) se vio castigado por las autoridades religiosas de Damasco por no considerar a Hebrón como un lugar de peregrinaje musulmán, un punto de vista compartido con su maestro Ibn Taymiyyah.
El viajero italiano Meshulam de Volterra (1481) no encontró más de veinte familias judías viviendo en Hebrón, y narró cómo las mujeres judías de Hebrón se cubrían con un velo para hacerse pasar por musulmanas y acceder a la Cueva de los Patriarcas sin ser reconocidas como judías.
El Diario de Stephen von Gumpenberg reflejó detalladas descripciones de Hebrón, así como las obras de Felix Fabri (1483) y Mejr ed-Din. También durante este periodo, el sultán mameluco Qaitbey recuperó la antigua tradición de la “mesa de Abraham” de Hebrón y la exportó como modelo a su propia madrasa en Medina. Esta se convirtió en una inmensa organización benéfica cerca del haram, llegando a distribuir unas 1.200 hogazas de pan diarias a los viajeros de todas las confesiones. El rabino italiano Obadiah ben Abraham Barnetura escribió alrededor de 1490 acerca de la Cueva de Macpelá: 
“Estuve en la cueva de Macpelá, sobre la cual se ha construido la mezquita, y los árabes tratan con gran deferencia el lugar. Todos los Reyes de los Árabes vienen aquí a repetir sus plegarias, pero ni un solo judío ni un solo árabe entrarán en la propia cueva donde se encuentran las tumbas de los Patriarcas; los árabes permanecen arriba, y arrojan antorchas encendidas a través de una ventana para que siempre haya una luz viva allí. Los musulmanes distribuyen cada día pan y lentejas, o algún tipo de pulse (semillas de guisantes o habas), a los pobres sin considerar su credo, y esto se hace en honor a Abraham.

### Época Otomana temprana
La expansión del Imperio Otomano por la costa meridional del Mediterráneo, que tuvo lugar bajo el reinado de Selim I, coincidió en el tiempo con el establecimiento de los tribunales de la Inquisición por parte de los Reyes Católicos en Castilla y Aragón, hecho que puso fin a siglos de convivencia en la península ibérica. La subsiguiente expulsión de los judíos llevó a muchos sefardíes a las provincias otomanas, y esto ocasionó un lento flujo de judíos hacia Palestina, entre los cuales destacaban una serie de notables cabalistas sefardíes que se establecieron en Hebrón. Durante los siguientes siglos hubo una considerable emigración a Palestina de grupos tribales beduinos provenientes de la Península arábiga. Muchos se asentaron en tres aldeas del Uadi al Khalil y sus descendientes fueron formando una mayoría demográfica en Hebrón.
La comunidad judía no sobrepasó las 8 o 10 familias durante todo el siglo XVI, sufriendo bastantes problemas económicos en la primera mitad del siglo. En 1540, el famoso cabalista Malkiel Ashkenazi compró un patio de la pequeña comunidad caraíta para construir en ella la sinagoga sefardí Abraham Avinu. Un siglo después, en 1659, Abraham Pereyra fundó la yeshivá Hesed Le’Abraham en Hebrón, la cual atrajo numerosos alumnos. A comienzos del siglo XVIII, la comunidad judía se encontraba seriamente endeudada y se vio “casi aplastada” por los bajás turcos.
Durante el periodo otomano, el desastroso estado de la Tumba de los Patriarcas mejoró gracias a una restauración para darle una apariencia de suntuosa dignidad. Ali Bey, uno de los pocos extranjeros que lograron acceder a la cueva, comentó en 1807ː
“todas las sepulturas de los Patriarcas se encuentran cubiertas de ricas alfombras de seda verde, bordadas magníficamente con oro; las de las mujeres son rojas, igualmente bordadas. Los sultanes de Constantinopla revisten la cueva con estas alfombras, que se renuevan periódicamente. Ali Bey contó nueve, una sobre la otra, cubriendo el sepulcro de Abraham."
Hebrón adquirió una importante fama en el mundo árabe por su producción de cristal, acrecentada por los lazos comerciales beduinos que traían minerales del Mar Muerto, hasta el punto de que la industria del cristal aparece citada en los libros de los viajeros occidentales en Palestina durante el siglo XIX. Por ejemplo, Ulrich Jasper Seetzen dejó constancia durante sus viajes por Palestina entre 1808 y 1809 de que 150 personas trabajaban en la industria del cristal de Hebrón, distribuida en 26 hornos. En 1844, Robert Sears escribió que la población de 400 familias árabes de Hebrón “fabrican lámparas de cristal que se exportan a Egipto. La fabricación es abundante y hay un número considerable de tiendas”. Los viajeros de comienzos del siglo XIX destacaron también la floreciente agricultura de la ciudad ya que, además de los productos de cristal, Hebrón se convirtió en una importante exportadora de dibse (azúcar de uva) de la famosa variedad Dabookeh, característica de la zona.
En abril de 1834 estalló una rebelión de campesinos árabes como consecuencia del anuncio del egipcio Ibrahim bajá de que reclutaría tropas de entre la población musulmana local. Hebrón, encabezada por su nazir Abd ar-Rahman Amr, se negó a proporcionar su cuota de reclutas para el ejército y sufrió enormemente durante la campaña egipcia para suprimir la revuelta. Cuando las defensas de la ciudad cayeron el 4 de agosto de ese año, el ejército de Ibrahim bajá la saqueó, dando como resultado la muerte de unos 500 musulmanes de la ciudad y el reclutamiento forzoso de otros 750. 120 jóvenes fueron secuestrados y puestos al servicio de los oficiales del ejército egipcio. Sin embargo, la mayoría de la población de la ciudad consiguió huir a las colinas antes del saqueo. La mayoría de los judíos huyeron a Jerusalén, aunque cinco de ellos murieron a manos del ejército egipcio.
En 1838, la población de Hebrón era aproximadamente de 10 000 habitantes. Cuando el gobierno de Ibrahim bajá cayó en 1841, el clan local de Abd ar-Rahman Amr recuperó las riendas de la ciudad con el cargo de Jeque de Hebrón. Sin embargo, debido a sus deudas y a la extorsión sufrida por parte de la población local, la mayoría de la población judía se acabó por establecer en Jerusalén. En 1846, el gobernador en jefe otomano de Jerusalén (serasker), Kibrisli Mehmed Emin bajá, organizó una campaña para reducir a una serie de jeques rebeldes en la zona de Hebrón, hecho para el cual permitió a sus tropas saquear la ciudad. Aunque se rumoreó que Abd ar-Rahman se había beneficiado de su protección en secreto, este último fue finalmente deportado junto con otros líderes locales (como Muslih al-‘Azza de Beit Jibrin), aunque se las arregló para volver a la zona en 1848.

### Época Otomana tardía

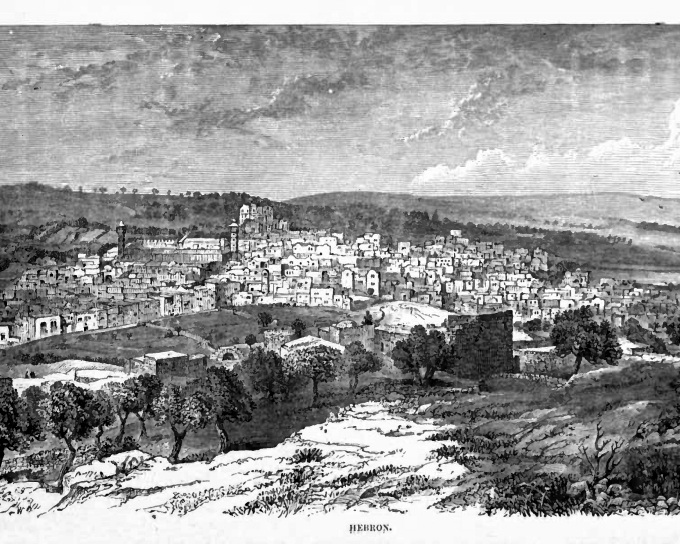
Hebrón en 1887

Los descendientes de Ibrahim pachá devastaron la industria del cristal, no solo por la pérdida de vidas inherente a los conflictos sino por su intención de construir una vasta flota mediterránea, lo que les llevaría a deforestar grandes superficies de los bosques de Hebrón, haciendo casi imposible para las industrias del vidrio encontrar madera con la que hacer funcionar sus hornos. A la misma vez, Egipto comenzó a importar vidrio barato de Europa, el hach (peregrinación a La Meca) desde Damasco adoptó una nueva ruta a través de Transjordania y la construcción del Canal de Suez (1869) redujo la importancia del tráfico de caravanas. Todo esto tuvo como consecuencia un rápido declive de la economía local. Hacia 1850, la población judía de Hebrón estaba constituida por entre 45 y 60 familias sefardíes (40 de ellas nacidas en la ciudad) y unas 50 familias asquenazíes que habían llegado de Rusia y Polonia unos treinta años antes, así como una comunidad jasídica establecida en 1823.
A mediados del siglo XIX, la ciudad se dividía en cuatro barrios: el Barrio Antiguo (Harat al-Kadim), cerca de la cueva de Macpelá; hacia el sur, el Barrio del Mercader de Seda (Harat al-Karaz), en el que habitaban los judíos; hacia el noroeste, el Barrio del Jeque (Harat ash Sheikh), creado en época mameluca; y más al norte, el Barrio Denso (Harat al-Harbah). En 1855, el bajá otomano recién nombrado para el sanjacado de Jerusalén, Kamil bajá, intentó reducir una nueva rebelión en la región de Hebrón. Kamil marchó con su ejército hacia Hebrón en julio de ese año con testigos y representantes de diversos consulados occidentales, como el inglés o el francés. Tras aplastar todo tipo de oposición, Kamil nombró nazir de la región de Hebrón a Salama Amr, hermano y rival directo de Abd al-Rahman, tras lo que hubo cuatro años de paz relativa en la zona. Algunos judíos jasídicos húngaros se asentaron en la ciudad en 1866. Según Nadav Shragai, las relaciones de la minoría judía con los árabes de la ciudad eran buenas, y Alter Rivlin -que hablaba árabe y arameo- fue nombrado representante judío en el ayuntamiento. Hebrón sufrió una dura sequía entre los años 1869 y 1871, lo que hizo que la comida alcanzase precios diez veces superiores a su valor normal. A partir de 1874, el distrito de Hebrón, junto con el resto del Sanjacado de Jerusalén, se vieron administrados directamente desde Estambul.

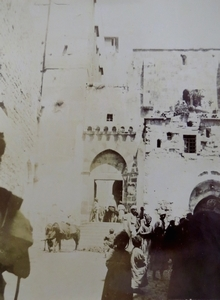
Tumba de los Patriarcas 1891

La producción de vidrio de Hebrón siguió disminuyendo a finales del siglo XIX por la dura competencia con los productos de cristal importados desde Europa, si bien los productos locales siguieron vendiéndose entre la población más pobre y los comerciantes judíos que pasaban por la ciudad. La ciudad de Hebrón presentó diversos ornamentos de vidrio en la Exposición Universal de Viena de 1873. Un informe del cónsul francés en 1886 sugiere que la industria del cristal seguía siendo una importante fuente de ingresos para Hebrón, con cuatro fábricas que ganaban unos 60.000 francos anuales. Mientras que la economía de otras ciudades palestinas se basaba casi exclusivamente en el comercio, Hebrón era la única ciudad de la región que combinaba agricultura, ganadería y comercio, incluidas la industria del cristal y el curtido de cueros. Esto se debía al hecho de que las tierras más fértiles se encontraban dentro del propio término municipal de Hebrón. Sin embargo, la ciudad tenía fama de ser improductiva y estaba considerada “un asilo para los pobres y los espirituales”. A diferencia de la arquitectura de Nablus, donde sus ricos comerciantes habían construido hermosos edificios, las viviendas más características de Hebrón eran medio urbanas y medio campesinas.
Según diversas fuentes, Hebrón era “profundamente beduina e islámica” y “desoladoramente conservadora” en su perfil religioso, con una fuerte tradición de hostilidad hacia los judíos. Tenía fama por su celo religioso a la hora de proteger sus lugares sagrados de judíos y cristianos, aunque estas dos comunidades se encontraban bien integradas en la vida económica de la ciudad. Como resultado de su declive comercial, los ingresos por impuestos se vieron reducidos significativamente y el gobierno otomano decidió evitar entremezclarse en los complejos asuntos locales de Hebrón, lo que convirtió la zona en “una de las regiones más autónomas de la Palestina otomana en época tardía”.
La comunidad judía estuvo bajo protección francesa hasta 1914, y se dividía entre la comunidad tradicional sefardí, la ortodoxa, la antisionista (cuyos miembros hablaban árabe y vestían ropa árabe) y el influjo tardío de la asquenazí. Cada una rezaba en sus propias sinagogas, enviaba a sus hijos a escuelas diferentes, vivía en barrios separados y no se casaban entre sí.

### Mandato Británico de Palestina
Las tropas británicas ocuparon Hebrón el 8 de diciembre de 1917, en el contexto de su enfrentamiento contra el Imperio Otomano durante la Primera Guerra Mundial. Tras la firma del Tratado de Sèvres poniendo fin a la contienda, la Sociedad de Naciones encargó al Reino Unido y Francia el establecimiento de una serie de mandatos en Líbano y Siria, Palestina y Transjordania e Irak. En concreto, Hebrón quedó encuadrada en el Mandato Británico de Palestina. 

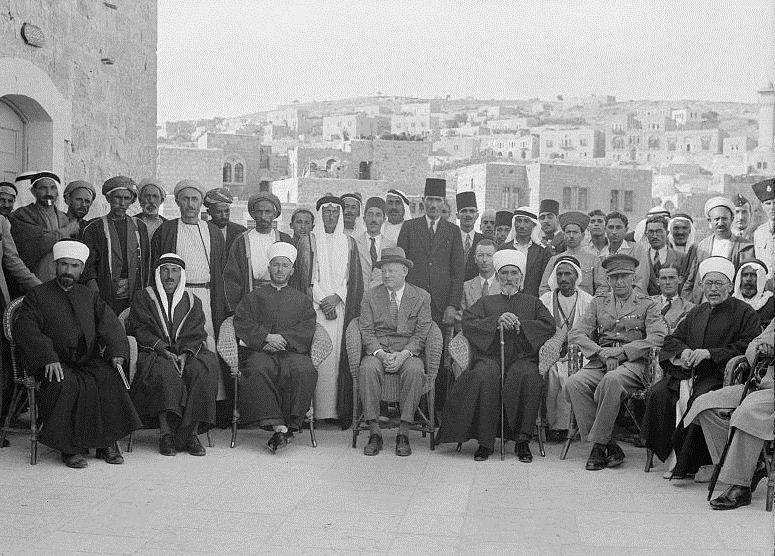
Reunión con las autoridades británicas en Hebrón (1940)

La mayoría de la ciudad pertenecía a antiguas organizaciones benéficas islámicas (waqfs), con un 60% de la superficie municipal en manos del waqf Tamim al-Dari. En 1922, la población de Hebrón era de unas 16.567 personas, con 16.074 musulmanes, 430 judíos y 73 cristianos. Abd al-Hayy al-Khatib fue nombrado Muftí de Hebrón en los años veinte; ya antes de su nombramiento había sido un ferviente opositor de Haj Amin al-Husayni, había apoyado las Asociaciones Musulmanas Nacionales y tenía buenos contactos con los sionistas. Sin embargo, tras su nombramiento, al-Khatib se convirtió en uno de los pocos seguidores realmente leales de Haj Amin en Hebrón.
A finales del periodo otomano apareció una nueva élite en Palestina que sería el núcleo del naciente movimiento nacionalista árabe de comienzos del siglo XX. Ya durante el Mandato Británico de Palestina, los delegados de Hebrón suponían solamente un 1% del liderazgo político de Palestina. La decisión de los árabes palestinos de boicotear las elecciones de 1923 al Consejo Legislativo se adoptó en el quinto Congreso Palestino, después de que Murshid Shahin informase de que había una fuerte oposición a las elecciones en Hebrón.
El 11 de julio de 1927, un fuerte terremoto golpeó Palestina y dañó prácticamente todas las casas de la ciudad de Hebrón. El establecimiento del Mandato Británico de Palestina no supuso un cambio en el estatus de la Tumba de los Patriarcas, que siguió oficialmente cerrada para los no musulmanes, y algunos informes que afirmaban en 1928 que existía cierta relajación en dicha normativa fueron negados por el Consejo Supremo Musulmán. La Yeshivá Lituana de Hebrón se estableció en la ciudad por aquella época y en 1929 contaba con 265 alumnos de origen europeo y estadounidense. La mayoría de los judíos de la ciudad vivían en las afueras, a lo largo de las carreteras de Beerseba y Jerusalén, en casas alquiladas a propietarios árabes.
El 24 de agosto de 1929 tuvo lugar la Masacre de Hebrón de 1929, en la que una revuelta de ciudadanos árabes de la ciudad terminó con entre 64 y 67 hombres, mujeres y niños judíos muertos y 60 más heridos, así como con sus hogares y sinagogas saqueados. Otros 435 judíos sobrevivieron gracias a la ayuda y el cobijo que les proporcionaron sus vecinos árabes. Algunos árabes de Hebrón, incluido el presidente de la Cámara de Comercio Ahmad Rashid al-Hirbawi, defendieron el derecho de los judíos a volver a la ciudad tras la masacre. Unas tres docenas de familias judías sefardíes volvieron en 1931, pero con el inicio de la Revuelta Árabe de 1936-1939 el gobierno del Mandato Británico de Palestina decidió trasladar a toda la comunidad judía fuera de Hebrón como medida de precaución para garantizar su seguridad. 

### Ocupación Jordana

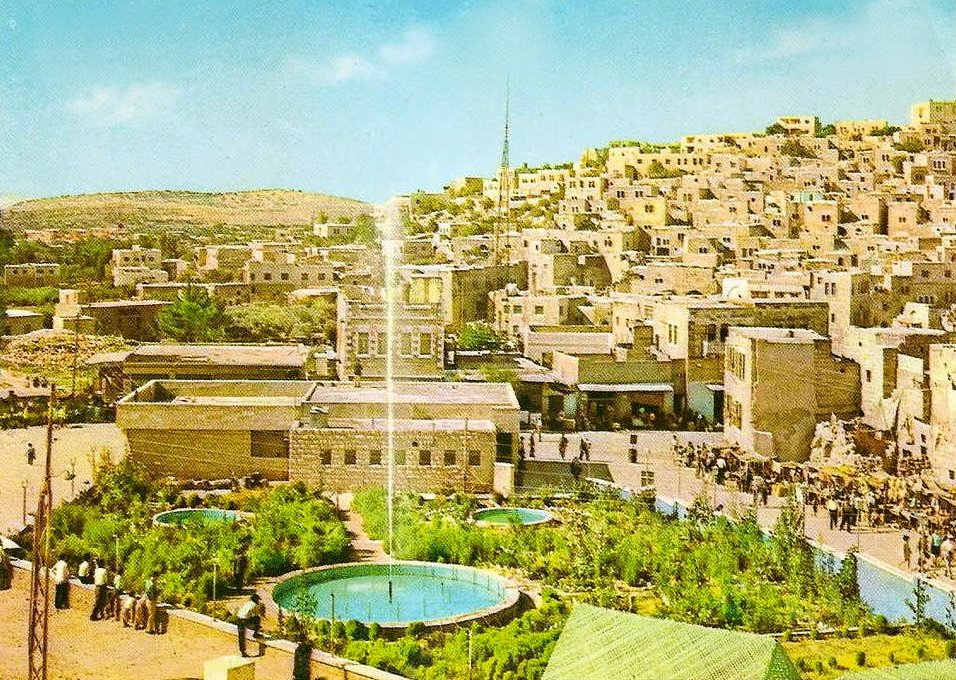
Hebrón en los años sesenta

Al finalizar la Segunda Guerra Mundial, la resolución 181 II de la Asamblea General de las Naciones Unidas, también conocida como la Partición de Palestina, decidió la división del Mandato Británico de Palestina en dos estados, uno judío y otro árabe. La comunidad judía aceptó la resolución, pero los árabes palestinos se negaron a ella alegando que otorgaba el 54% del territorio a los judíos, que solo constituían el 33% de la población. En cambio, el mundo árabe abogaba por un solo estado conjunto. Las fricciones derivaron en el estallido de la guerra árabe-israelí de 1948, momento en el que las tropas egipcias tomaron el control de Hebrón. Entre mayo y octubre, Egipto y Jordania compitieron por el control de Hebrón y sus alrededores. Ambos países nombraron gobernadores militares para la ciudad con la esperanza de obtener el reconocimiento de los funcionarios locales. Los egipcios consiguieron persuadir al alcalde pro-jordano para que apoyase su autoridad, al menos de una manera superficial, pero la opinión local se volvió en su contra cuando comenzaron a imponer impuestos. Los aldeanos de los alrededores se resistieron y hubo algunas escaramuzas que terminaron con varios muertos. A finales de 1948, parte de las fuerzas egipcias entre Belén y Hebrón habían quedado aisladas de sus líneas de abastecimiento y Glubb bajá envió 350 legionarios árabes y un vehículo acorazado a Hebrón para reforzarlas allí. Cuando se firmó el armisticio, la ciudad quedó bajo ocupación militar jordana. 
En diciembre de 1948, la Conferencia de Jericó había acordado decidir el futuro de la Cisjordania que se encontraba en manos jordanas. Los notables de Hebrón, encabezados por su alcalde Muhamad ‘Ali al-Ja’bari, votaron a favor de convertirse en parte de Jordania y de reconocer a Abdulá I de Jordania como su rey. La posterior anexión unilateral de Cisjordania por parte de Jordania benefició a los árabes de Hebrón, que tuvieron un papel importante en el desarrollo económico de Jordania durante los años cincuenta, aunque no fue reconocida internacionalmente.
Aunque una parte importante de la población de Hebrón se reubicó en Jerusalén durante el periodo de ocupación jordana, la propia ciudad de Hebrón creció considerablemente con más de 35.000 nuevos habitantes que se asentaron en ella debido a la Nakba, la expulsión o huida de cientos de miles de palestinos de sus hogares ante el avance de las tropas israelíes durante la guerra de 1948. Durante este periodo, los vestigios de la presencia judía en la ciudad se fueron eliminando.
En un intento de mejorar las vistas de la Mezquita Ibrahimi, Jordania demolió manzanas enteras de antiguas casas de piedra frente a su entrada, lo cual también ayudó a mejorar el acceso al casco histórico. Los jordanos también demolieron una antigua sinagoga ubicada en el barrio de al-Kazzazin. En 1976, Israel recuperaría el lugar y en 1989 se establecería un jardín para colonos en él.

### Ocupación israelí

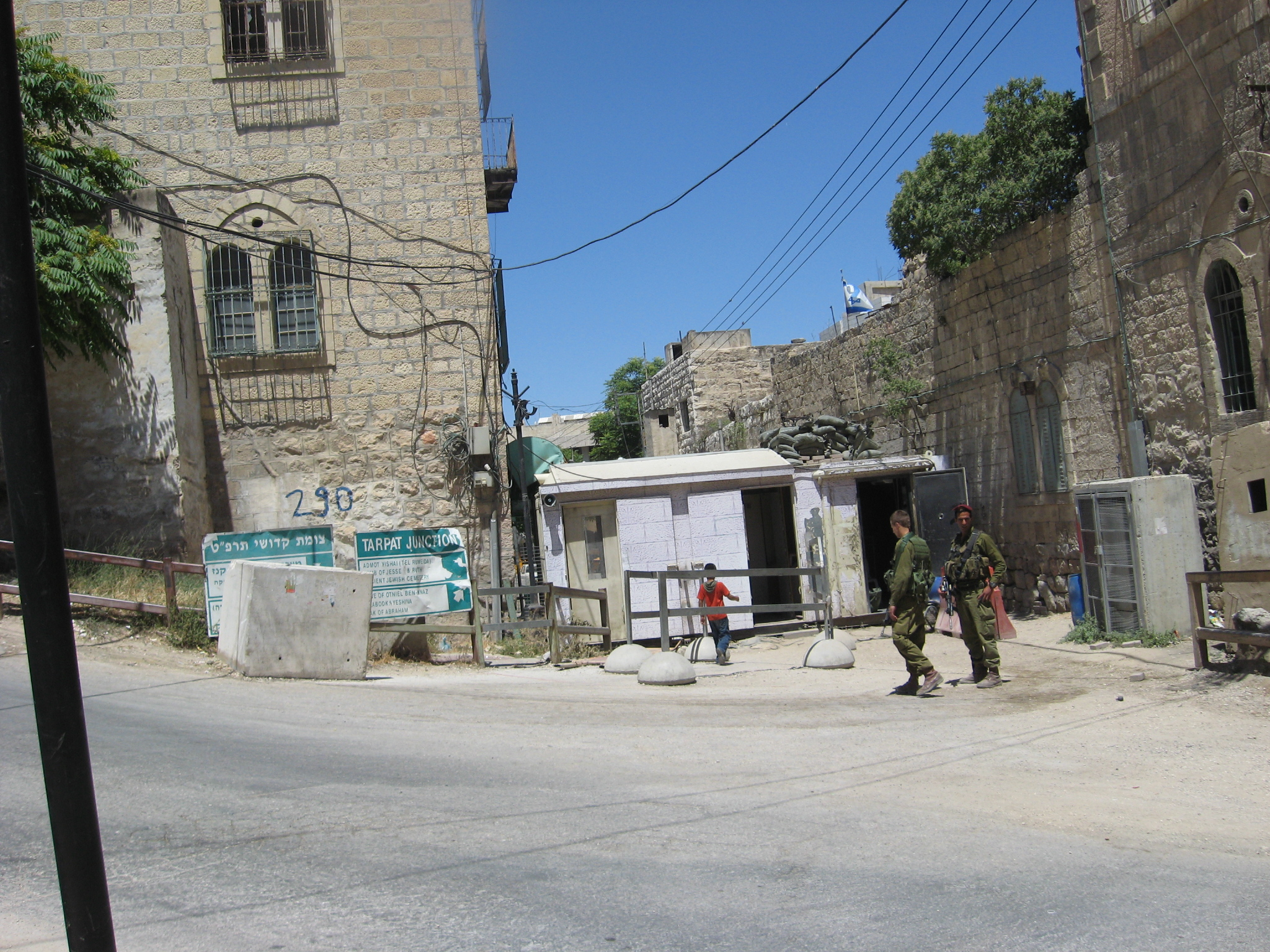
Barrera policial separando las secciones H1 y H2 de Hebrón

Tras la guerra de los Seis Días en junio de 1967, Israel ocupó Hebrón junto con el resto de Cisjordania, la Franja de Gaza, Jerusalén Este, los Altos del Golán y la Península del Sinaí. Salvo esta última, que fue devuelta a Egipto como parte de los acuerdos de paz de Camp David, el resto siguen a día de hoy bajo un régimen de ocupación militar israelí. 
En las negociaciones de paz que siguieron al conflicto, Yigal Alón propuso que Israel se anexionase el 45% de Cisjordania mientras que Jordania retendría el 55% restante. Según el Plan Alón, la ciudad de Hebrón habría quedado en manos jordanas y, para fijar la frontera, Allon propuso construir un asentamiento judío justo al lado de Hebrón. David Ben-Gurión consideraba que Hebrón era la zona más importante a retener bajo control judío y a abrir a la construcción de asentamientos judíos. Además del mensaje simbólico que enviaría a la comunidad internacional en el sentido de que los derechos israelíes sobre Hebrón eran, según la opinión israelí, inalienables, el asentamiento en Hebrón también tenía cierta importancia teológica en determinados ambientes. Para algunos, la captura de Hebrón por parte de Israel había liberado un auténtico fervor mesiánico.
Los supervivientes y los descendientes de la antigua comunidad judía en Hebrón se encuentran divididos al respecto. Algunos apoyan el desarrollo de proyectos judíos en la zona, otros prefieren vivir en paz con los árabes de la ciudad, mientras que un tercer grupo apoya una retirada completa. Los partidarios de esta última postura se han reunido con los líderes palestinos de Hebrón. En 1997, un grupo de descendientes de los judíos originales de Hebrón se desligaron de los colonos actuales calificándolos como un obstáculo para la paz. El asentamiento de Beit HaShalom, que se había establecido en 2007 en circunstancias sospechosas, recibió una orden judicial de evacuación que llegó a cumplirse por completo el 3 de diciembre de 2008.
Inmediatamente después de la guerra de los Seis Días en 1967, el alcalde al-Ja’bari había apoyado sin éxito la creación de una entidad autónoma palestina en Cisjordania, pero para 1972 proponía un acuerdo confederal con Jordania. En cualquier caso, al-Ja’bari siempre apoyó una política conciliatoria hacia Israel. En las elecciones municipales de 1976, al-Ja’bari perdió la alcaldía en favor de Fahad Qawasimi, marcando un giro hacia las posiciones nacionalistas cercanas a los líderes de la OLP. En 1971 se fundó la Universidad de Hebrón, una universidad islámica, con ayuda de los gobiernos israelí y jordano. 

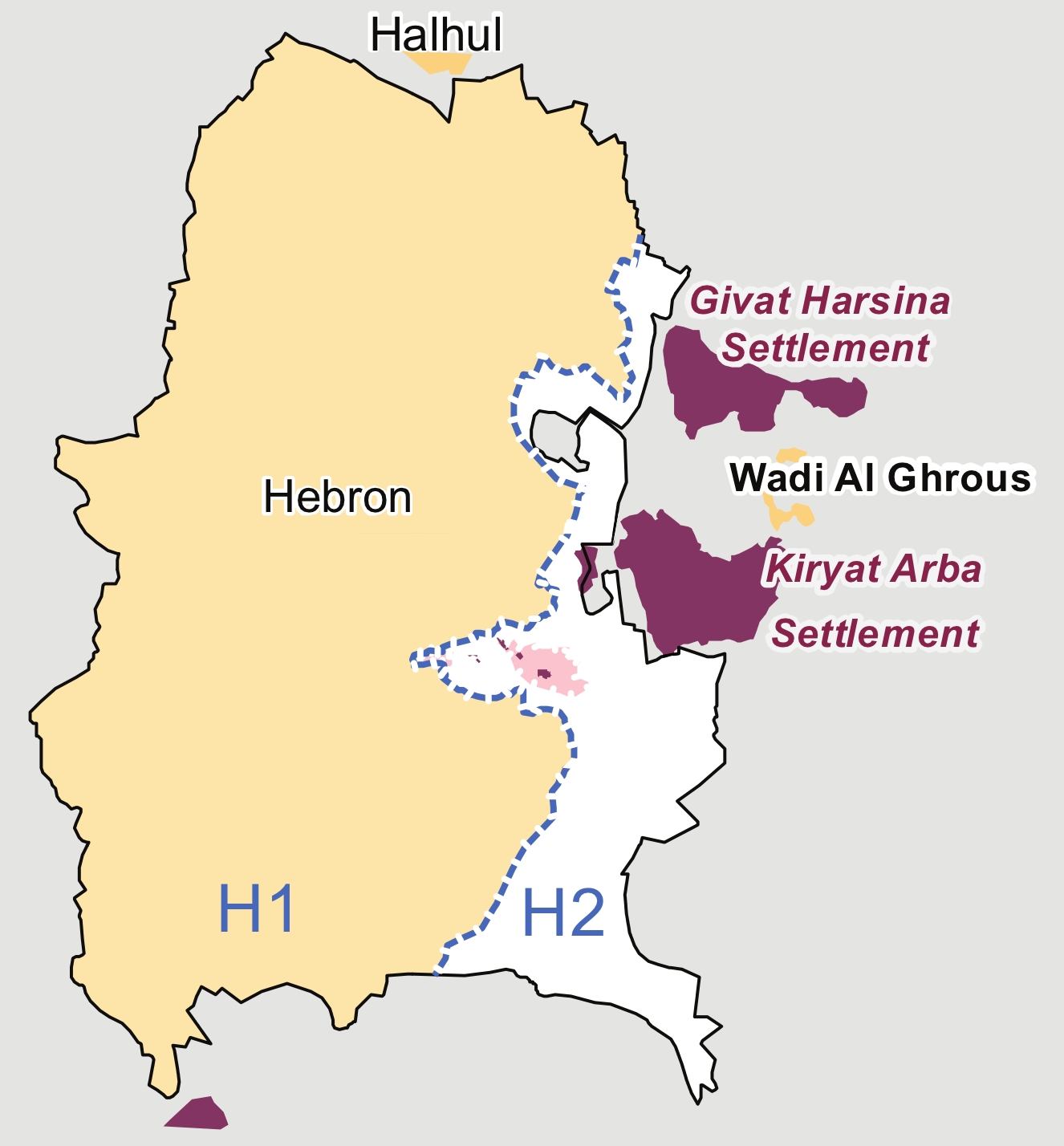
Mapa de los sectores H1 y H2 de Hebrón, así como de los asentamientos israelíes

Los defensores del asentamiento israelí en Hebrón apoyan su discurso en el legado judío de la ciudad y en el derecho a vivir en las tierras de sus antepasados bíblicos, y ponen a Hebrón como ejemplo a la hora de reclamar también otros lugares de Palestina como Belén o Nablus. Muchos informes, tanto extranjeros como israelíes, han criticado duramente el comportamiento de los colonos judíos de Hebrón.
Todos los acuerdos de seguridad y los permisos de viaje para los habitantes locales se coordinan entre la Autoridad Nacional Palestina e Israel a través de la administración militar de Cisjordania (COGAT en sus siglas inglesas). Los colonos judíos tienen su propio sistema de gobierno, el Comité de la Comunidad Judía de Hebrón, y pueden votar en las elecciones israelíes, algo que no pueden hacer sus vecinos palestinos. 

#### División de Hebrón
Tras los Acuerdos de Oslo de 1995 y el posterior Acuerdo de Hebrón, las ciudades palestinas se situaron bajo la jurisdicción de la Autoridad Nacional Palestina, con la única excepción de Hebrón, que fue dividida en dos sectores: H1 está controlado por la Autoridad Nacional Palestina y H2 lo está por Israel. Cerca de 120.000 palestinos viven en H1, mientras que unos 30.000 palestinos y 700 israelíes viven bajo control militar israelí en H2. A fecha de 2009, un total de 86 familias judías vivían en Hebrón. El ejército israelí no debería entrar en la zona H1 salvo escoltado por fuerzas palestinas, mientras que los palestinos no pueden aproximarse a las zonas donde viven los colonos judíos sin permisos especiales del ejército israelí. Poco después de su división, en 1997, se estableció una Presencia Internacional Temporal en Hebrón (TIPH en sus siglas inglesas) compuesta por observadores de cinco países para controlar la coexistencia y el comportamiento de las partes. Existe consenso en la comunidad internacional sobre la ilegalidad del asentamiento israelí en Hebrón y en Cisjordania en general, aunque el gobierno israelí lo discute.
La población palestina en la zona H2, controlada por Israel, ha disminuido enormemente debido al impacto de las medidas de seguridad israelíes, incluyendo los frecuentes y prolongados toques de queda, las estrictas restricciones de movimiento, el cierre de la actividad comercial palestina cerca de las zonas de asentamiento y el acoso por parte de los colonos. Por ejemplo, los palestinos tienen prohibido usar la calle Al-Shuhada, que había sido uno de los núcleos comerciales de la ciudad antes de la ocupación israelí, y un creciente número de calles más; en cambio, los colonos judíos tienen libre acceso a todas las calles de la zona H2. Como resultado, cerca de la mitad de las tiendas árabes de la zona H2 han cerrado desde 1994.
Un informe de la TIPH reveló a finales de 2018 que Israel viola el derecho internacional con regularidad en Hebrón. En concreto, menciona los asentamientos de "colonos radicales judíos" en el corazón de la ciudad apoyados por el gobierno israelí y fundaciones judías de todo el mundo; la violación por parte de Israel del derecho a la no discriminación; la limitación o prohibición del derecho de libre movimiento y el derecho de libertad de culto para los palestinos que viven en el área H2, controlada por Israel; la violación del artículo 49 de la Cuarta Convención de Ginebra, que prohíbe la deportación de los habitantes de un territorio ocupado que no sean miembros del poder ocupante; la transformación del antiguo mercado de verduras de la ciudad en una zona militar israelí en la que juegan exclusivamente niños judíos; la ocupación de casas de civiles palestinos por parte de colonos judíos; la discriminación racial o religiosa a la hora de arreglar o mejorar calles, redes eléctricas o redes de agua corriente; la imposibilidad de los vecinos palestinos de Tel Rumeida de recibir visitas no aprobadas por las autoridades militares israelíes; la expropiación de terrenos agrícolas palestinos y la demolición de casas de época otomana para crear caminos para que los fieles judíos se muevan entre Hebrón y Kiryat Arba; y la limitación del acceso a la Mezquita Ibrahimi para los fieles palestinos y la prohibición de que el muecín de la mezquita llame a la oración en Shabat. Poco después de la realización de este informe, Israel anunció la expulsión del TIPH de Hebrón. 
En diciembre de 2019, el gobierno israelí anunció la creación de un nuevo asentamiento en el antiguo mercado de la Ciudad Vieja de Hebrón, junto a la Mezquita de Ibrahim. El anuncio tuvo lugar pocos días después de que el presidente estadounidense, Donald Trump, anunciase que su país había dejado de considerar ilegales los asentamientos israelíes en Cisjordania, rompiendo con una política mantenida por Estados Unidos y el resto de la comunidad internacional desde 1967.

## Asentamientos israelíes
La creación de asentamientos israelíes tras la ocupación de Cisjordania en 1967 se vio promovida por las doctrinas teológicas desarrolladas por la Mercaz HaRav Kook, tanto por su fundador, el rabino Abraham Isaac Kook, como por su hijo, el rabino Zvi Yehuda Kook, según los cuales la Tierra de Israel es sagrada, el pueblo –dotado de una chispa divina- es sagrado, y la Era de la Redención mesiánica ya ha llegado, lo que exige que la Tierra y el Pueblo se unan a la hora de ocupar la tierra y hacer cumplir los mandamientos. Hebrón tiene un papel particular en el “teatro cósmico” que se desarrollará: la tradición mantiene que Abraham compró tierras en ella, que el rey David reinó sobre ella, y que la tumba de Abraham cubre la entrada al Jardín del Edén, dado que es un sitio excavado por Adán en el que él y Eva están enterrados. La Redención tendrá lugar cuando las características masculina y femenina de Dios se unan en este lugar. Por lo tanto, asentarse en Hebrón no es tan solo un derecho o un deber, sino que supone hacerle un enorme favor al mundo, y los actos de la comunidad ejemplifican cómo los judíos de Hebrón son “una luz para las naciones” (Or la-Goyim) que traerá su redención, incluso aunque para hacerlo tengan que romper las leyes seculares, lo cual se manifiesta en la violencia religiosa de los colonos hacia los palestinos, que son generalmente vistos como “mentirosos, viciosos, egocéntricos e indignos de confianza”. Los enfrentamientos con palestinos durante la construcción y desarrollo de los asentamientos israelíes tienen un significado teológico para la comunidad judía de Hebrón: según Kook, las fricciones de la guerra propician el proceso mesiánico y los árabes tendrán que marcharse. No hay ninguna relación familiar entre los colonos actuales de Hebrón y las familias tradicionales de la ciudad, quienes se oponen con vehemencia a la presencia de los colonos en Hebrón. Según un dictamen de la Corte Suprema de Israel en 2011, los judíos no tienen ningún derecho a las propiedades que poseían en Hebrón y Tel Rumeida antes de 1948 y tampoco tienen derecho a compensaciones económicas por sus pérdidas.

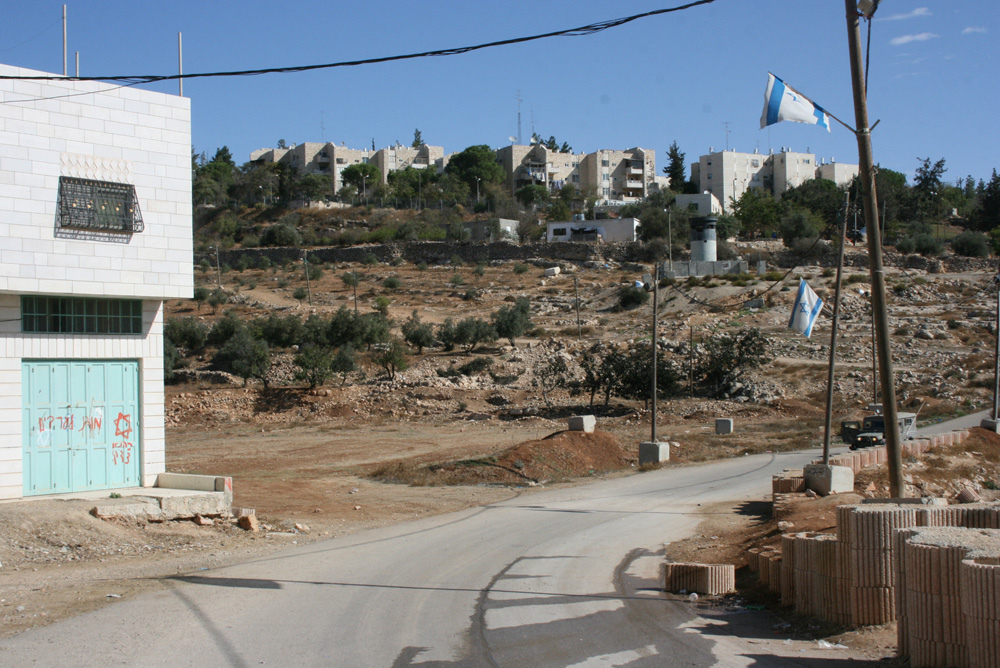
Carretera solo para judíos en el asentamiento de Kiryat Arba

### Primer asentamiento: Kiryat Arba
En la primavera de 1968, el rabino Moshe Levinger y un grupo de israelíes que fingieron ser turistas suizos alquilaron el principal hotel de Hebrón a su dueño, Faiz Qawasmeh, para luego negarse a abandonarlo. El gobierno laborista israelí del momento, que dependía para su supervivencia de los votos de los sionistas religiosos del Partido Nacional Religioso, se vio presionado por estos y se mostró reacio a evacuar a los colonos. El ministro de defensa Moshé Dayán ordenó su evacuación, aunque aceptó reubicarlos en una base militar a las afueras de Hebrón, en lo que acabó por convertirse en el asentamiento de Kiryat Arba. Tras fuertes presiones de Levinger, el asentamiento consiguió el apoyo de Levi Eshkol y Yigal Alón, si bien se encontró con la oposición de Abba Eban y de Pinhas Sapir. Tras más de un año y medio de debates, el gobierno decidió finalmente legalizar el asentamiento. Kiryat Arba creció posteriormente con la incorporación de la colonia ilegal de Givat Ha’avot, al norte de la Cueva de los Patriarcas. Gran parte de la operación que terminó en la fundación de Kyriat Arba fue financiada por el Movimiento para la Gran Israel.

### Beit Hadassah
Aunque su nombre original era Clínica Hessed l’Avraham, Beit Hadassah se construyó en 1893 con donaciones de familias judías bagdadíes y fue, en su momento, la única instalación sanitaria moderna en la ciudad. En 1909 se rebautizó con su nombre actual en honor a la Hadassah Women’s Zionist Organization of America, que asumió la responsabilidad del equipo médico y proporcionó atención médica gratuita para todos.
En 1979, un grupo de colonos liderados por Miriam Levinger se trasladó al Dabouia, el antiguo Hospital Hadassah en el centro de Hebrón, que por entonces se encontraba bajo administración árabe. Lo convirtieron en una cabeza de puente del asentamiento judío en el interior de Hebrón y fundaron el Comité de la Comunidad Judía de Hebrón cerca de la sinagoga Abraham Avinu. La toma del hospital generó importantes conflictos con los tenderos árabes de la zona, quienes apelaron dos veces sin éxito a la Corte Suprema de Israel. Con el precedente de esta decisión judicial, el gobierno israelí legalizó la residencia de judíos en la propia ciudad de Hebrón en febrero de 1980. Este patrón de asentamiento judío inicial seguido del inicio de hostilidades con la comunidad palestina local se repetiría posteriormente en Tel Rumeida.

### Beit Romano
Yisrael Avraham Romano fue el constructor y dueño de Beit Romano, que sirvió a los judíos sefardíes que llegaban de Turquía. En 1901 se estableció allí una yeshivá con una docena de profesores y 60 alumnos.
En 1982, las autoridades israelíes se apoderaron de una institución educativa palestina (la escuela Osama Ben Munqez) y de la estación de autobuses adyacente. Pese al dictamen de la Corte Suprema de Israel, transformaron la escuela en un asentamiento y la estación de autobuses en una base militar.

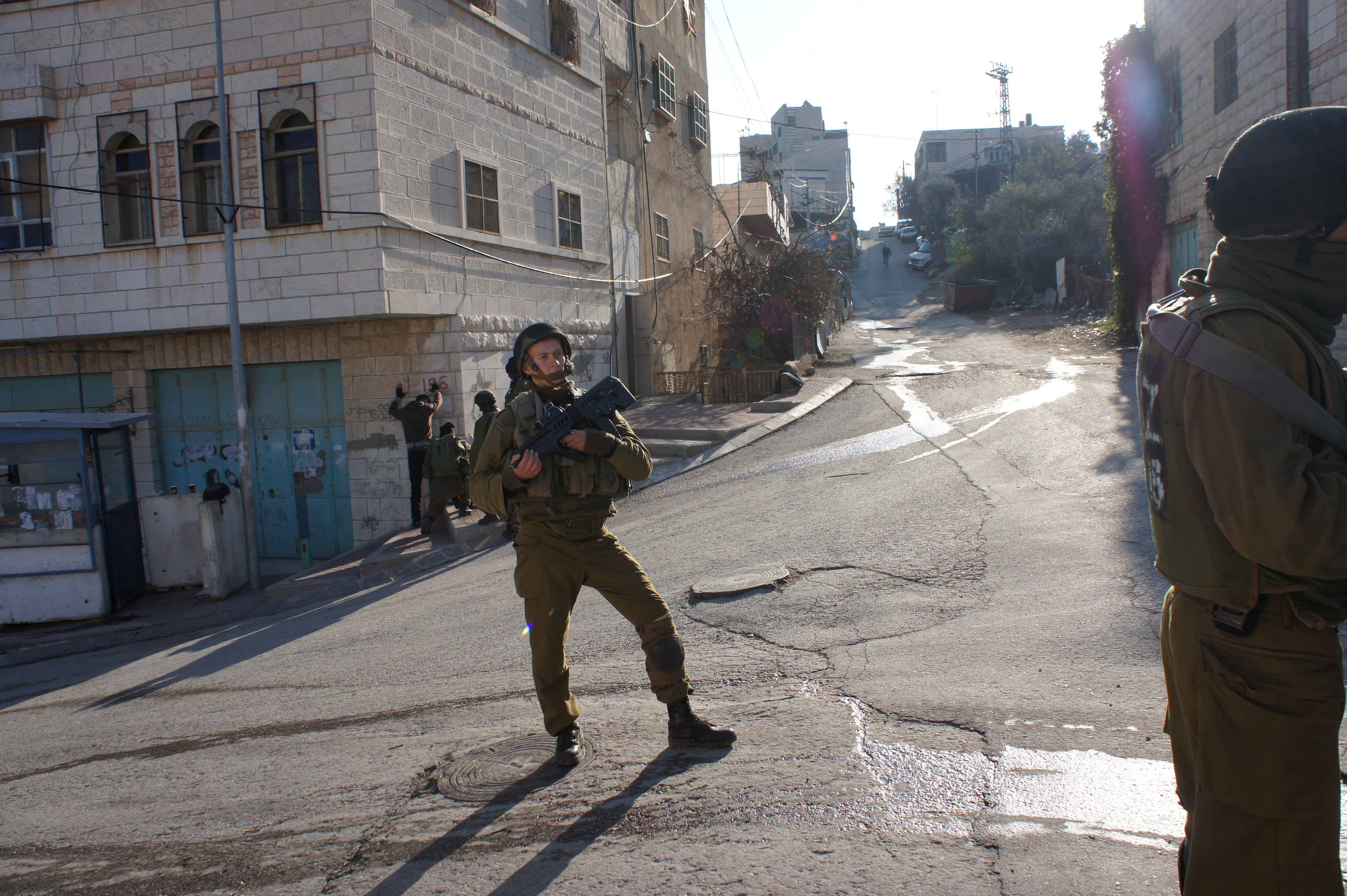
Soldados israelíes en el asentamiento de Tel Rumeida

### Tel Rumeida
En 1807, el rabino sefardí Haim Yeshua Hamitzri (apodado Haim el judío egipcio), recién llegado a la ciudad, compró cinco dunams de tierra a las afueras de la ciudad, y en 1811 firmó un contrato de arrendamiento de 99 años de duración para otros 800 dunams más, incluidas cuatro parcelas en Tel Rumeida. Su descendiente Haim Bajaio administró las parcelas tras la marcha de los judíos de Hebrón. Aunque los colonos se basan en estos hechos para justificar unos supuestos derechos de posesión sobre la tierra, el propio heredero del rabino descarta dicha propiedad.
En 1984, un grupo de colonos estableció una colonia ilegal de caravanas en Tel Rumeida y la llamó Ramat Yeshai. En 1998, el gobierno lo reconoció como un asentamiento y en 2001 el ministro de defensa aprobó la construcción de las primeras viviendas.

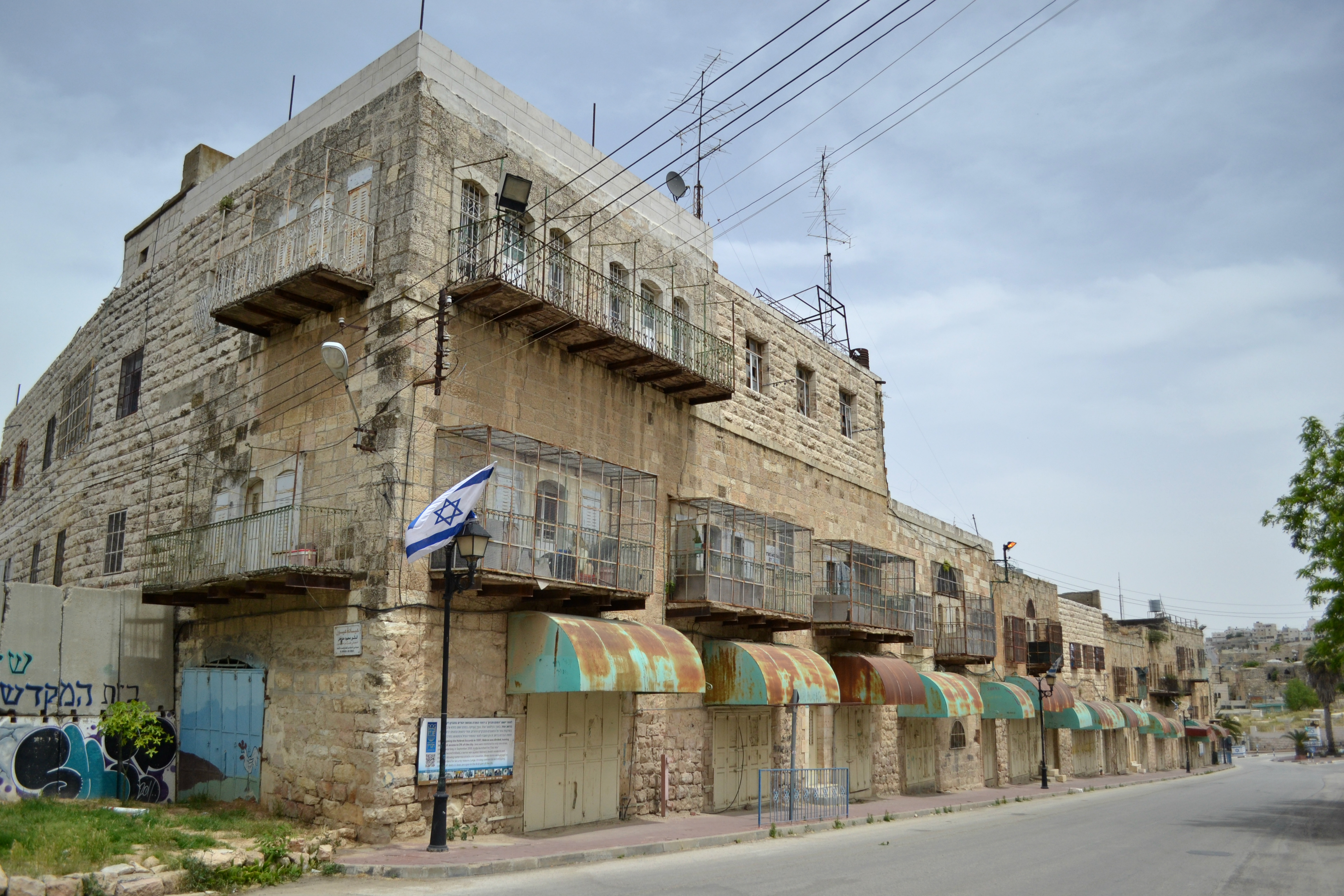
Puertas de comercios palestinos selladas en la calle al-Shuhada

### Avraham Avinu
La sinagoga Avraham Avinu fue el centro espiritual y material de su barrio y estaba considerada una de las sinagogas más hermosas de Palestina. Se consideraba el centro de la fe judía en Hebrón hasta que fue incendiada en 1929. En 1948, con Cisjordania bajo ocupación jordana, se allanaron los pocos restos que quedaban de la sinagoga.
El barrio Avraham Avinu se estableció junto al mercado mayorista y de vegetales de la calle Al-Shuhada, al sur de la Ciudad Vieja. Como consecuencia de la llegada de los colonos, el ejército israelí cerró el mercado y tanto colonos como soldados ocuparon algunas de las casas vecinas. Los colonos comenzaron a apoderarse de las tiendas palestinas que habían sido cerradas por el ejército, a pesar de las órdenes explícitas de la Corte Suprema de Israel que exigían la evacuación de estas tiendas por parte de los colonos y el retorno de sus legítimos propietarios palestinos.

### Otros asentamientos
En 2012, el ejército israelí solicitó la evacuación inmediata de un nuevo asentamiento por considerarlo una provocación. Aunque no hay ninguna ley que lo prohíba, el ejército israelí ha obligado a los vecinos de las casas contiguas a los asentamientos a retirar las banderas palestinas que habían colocado en sus tejados. En agosto de 2016, Israel anunció su intención de permitir la construcción de un asentamiento en el complejo militar de Plugat Hamitkanim, en Hebrón, sobre terrenos que fueron confiscados en los años noventa del siglo XX con fines militares. En diciembre de 2019, el gobierno israelí anunció la construcción de un nuevo asentamiento en el mercado de la ciudad vieja de Hebrón.

## Estatus político
Según la Resolución 181 II de la Asamblea General de las Naciones Unidas, aprobada en 1947 y conocida también como el Plan de Partición de Palestina, Hebrón habría de estar encuadrado en el futuro estado árabe de Palestina. Mientras que los líderes judíos aceptaron la resolución, los árabes la rechazaron argumentando que otorgaba un 57% de la tierra del Mandato Británico de Palestina al Estado Judío, cuya población solamente era de un 33% del total. La posición de los líderes árabes era la de un solo Estado de Palestina para árabes y judíos. El mismo día de la puesta en vigor de la resolución comenzó la guerra árabe-israelí de 1948, tras la cual la ciudad quedó bajo un régimen de ocupación jordana hasta ser anexionada junto con el resto de Cisjordania poco después, un movimiento apoyado por los dirigentes locales pero no reconocido internacionalmente. Tras la guerra de los Seis Días de 1967, Israel ocupó militarmente una serie de territorios entre los que se encontraba Cisjordania. En 1997, tras el Acuerdo de Hebrón, el ejército israelí se retiró del 80% de la ciudad, que pasó a ser administrada por la Autoridad Nacional Palestina. La policía palestina asumiría las responsabilidades en temas de seguridad en el área H1, donde en 2007 vivían unos 120.000 palestinos, e Israel mantendría el control del área H2, en la que residían cerca de 30.000 palestinos y unos 700 israelíes.
Una fuerza internacional de observación desarmada, la Presencia Internacional Temporal en Hebrón (TIPH), se desplegó poco después para ayudar a normalizar la situación y servir de cojín entre la población palestina de la ciudad y los judíos que viven en el enclave de la Ciudad Vieja. A fecha de mayo de 2017, la comunidad internacional en su totalidad considera Hebrón, junto con el resto de Cisjordania, la Franja de Gaza, Jerusalén Este y los Altos del Golán como territorio ocupado, mientras que Israel defiende que se trata de un territorio en disputa.

## Desarrollo urbano

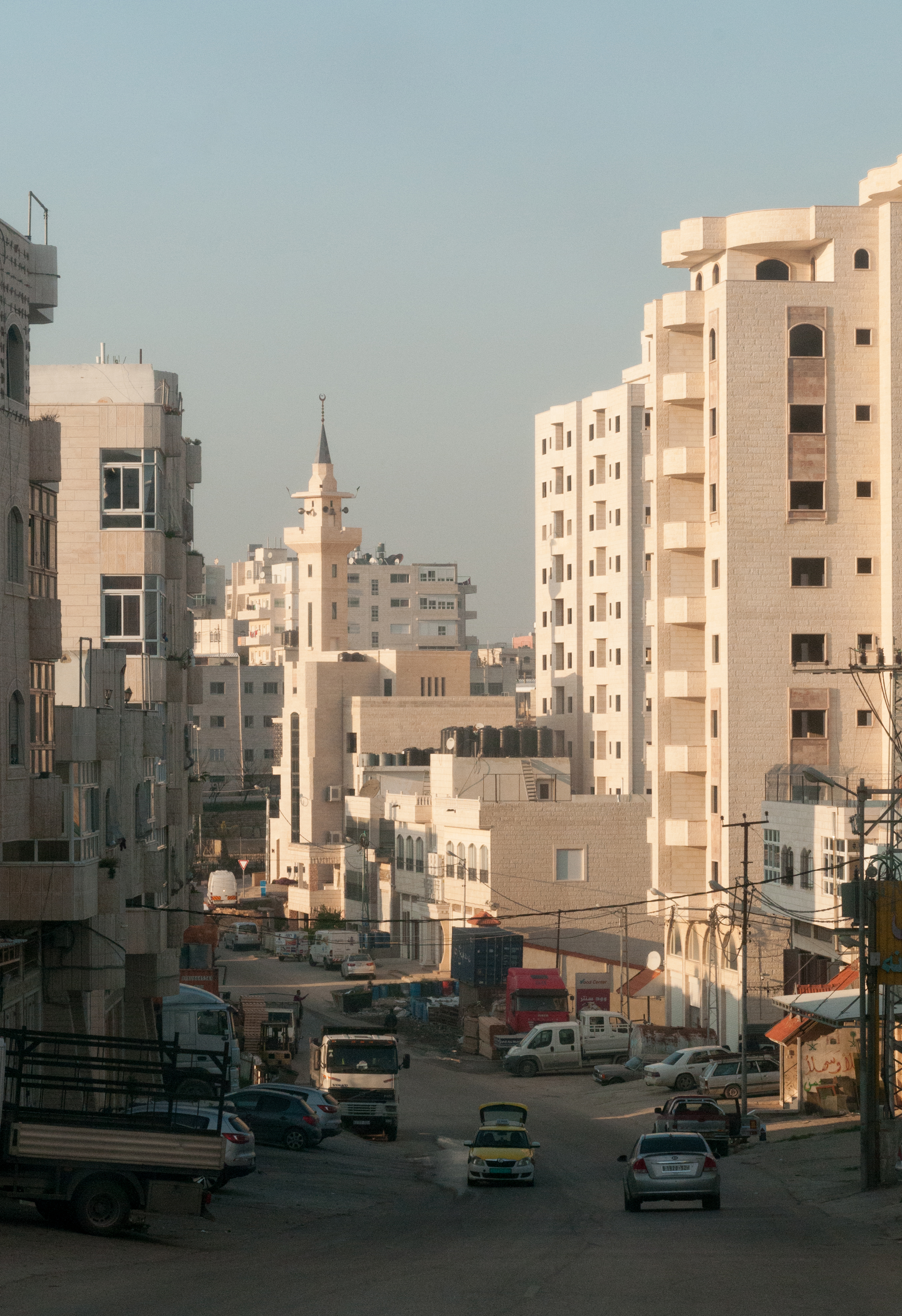
Calle de Hebrón

La ciudad se ha dividido históricamente en cuatro barrios densamente poblados: adyacentes a la mezquita Ibrahimi se encuentran el zoco y el barrio de Harat al-Masharqa, quedando hacia el sur el barrio del mercader de seda (Haret Kheitun) y hacia el norte el barrio del jeque (Haret al-Sheikh). Se cree que la estructura urbana básica de la ciudad se fijó en el periodo mameluco, época en la que también había barrios judíos, cristiano y kurdo.
Hebrón todavía se dividía en cuatro barrios a mediados del siglo XIX, aunque el barrio cristiano había desaparecido. En este caso las distintas secciones de la ciudad eran el barrio viejo alrededor de la Cueva de Macpelá, el barrio del mercader de seda o Haret Kheitun (también conocido como barrio judío, Haret el-Yahud), el barrio del jeque o Haret el-Sheikh y el barrio druso. Cuando la población de la ciudad siguió creciendo, sus habitantes prefirieron construir nuevas plantas en las casas ya existentes en lugar de abandonar la seguridad de sus barrios. Alrededor de 1880, las autoridades otomanas mejoraron la seguridad ciudadana en Hebrón, permitiendo su expansión y la aparición de un nuevo centro comercial llamado Bab el-Zawiye. En las siguientes décadas se fueron construyendo edificios más altos, nuevos y espaciosos hacia el noroeste. En los años veinte, la ciudad consistía en siete barrios: el-Sheikh y Bab el-Zawiye hacia el oeste, el-Kazzazin, el-Akkabi y el-Haram en el centro, el-Musharika hacia el sur y el-Kheitun hacia el este. En 1945, la ciudad ya se había expandido hacia las colinas cercanas. Durante la ocupación jordana de Cisjordania, la población de la ciudad creció enormemente y se construyeron unas 1800 nuevas viviendas, la mayoría de ellas a lo largo de unos 5 kilómetros de la autopista entre Hebrón y Jerusalén, a unos 200 metros a cada lado de esta. Se construyeron otras 500 casas en terrenos rurales de los alrededores. El desarrollo fue menor hacia el sureste, donde las viviendas se extendieron solamente un kilómetro y medio en el valle.
A día de hoy, la zona al este del eje norte-sur de Hebrón aloja la parte moderna de la ciudad (también conocida como Alta Hebrón, Khalil Foq). Esta parte de la ciudad se estableció a finales del periodo otomano y sus habitantes fueron árabes de clases altas y medias que llegaron a la zona desde la superpoblada Ciudad Vieja, Balde al-Qadime (también llamada Baja Hebrón, Khalil Takht). En la parte norte de la Alta Hebrón se encuentran los distritos residenciales de alto nivel, la Universidad de Hebrón, hospitales privados y los únicos dos hoteles de la ciudad, así como la principal arteria comercial, ubicada en la carretera de Jerusalén y con modernos centros comerciales de varias plantas. También en esta zona hay casas de campo y complejos de apartamentos construidos en el krum, terrenos rurales y viñedos, que solían servir de zonas de recreo veraniego antes del periodo de ocupación jordana. En la parte sur se encuentran los vecindarios de la clase obrera junto con grandes zonas industriales y la Universidad Politécnica de Hebrón.
Los principales edificios municipales y gubernamentales se encuentran en el centro de la ciudad. En esta zona se ubican también altos edificios de cemento y cristal y algunas casas en bajo de época mameluca adornadas con entradas en arco, motivos decorativos y forjas. Los mercados locales de textiles y electrodomésticos se hallan también en el centro de Hebrón, a lo largo de dos calles paralelas que llevan hacia la Ciudad Vieja. Muchas de estas tiendas se vieron forzadas a reubicarse aquí tras el cierre del antiguo mercado de verduras en la calle Al-Shuhada, llevado a cabo por el ejército israelí en los años noventa. El mercado de verduras se encuentra ahora en la plaza de Bab el-Zawiye.

## Demografía
Hebrón contaba con 215.452 habitantes palestinos según el cálculo de la Oficina Central de Estadísticas de Palestina para 2016, y unos 850 colonos israelíes (incluidos 200 estudiantes de yeshivás) según estimaciones de julio de 2017. Otros 7000 colonos judíos residen en el adyacente asentamiento de Kiryat Arba.
| Año  | Musulmanes    | Cristianos | Judíos      | Total       | Notas y referencias                                 |
| ---- | ------------- | ---------- | ----------- | ----------- | --------------------------------------------------- |
| 1538 | 749 hogares   | 7 hogares  | 20 hogares  | 776 hogares | Cohen y Lewis                                       |
| 1832 | 400 hogares   |            | 100 hogares | 500 hogares | Augustin Calmet, Charles Taylor, Edward Robinson    |
| 1839 | 1295 familias | 241        | 1 familia   |             | David Roberts                                       |
| 1922 | 16.074        | 73         | 430         | 16.577      | Censo del Mandato Británico de Palestina, 1922      |
| 1931 | 17.277        | 109        | 134         | 17.532      | Censo del Mandato Británico de Palestina, 1931      |
| 1944 | 24.400        | 150        | 0           | 24.560      | Estimación del Mandato Británico de Palestina, 1944 |
| 1961 | 37.868        | 37.868     | 37.868      |             | Censo de las autoridades jordanas                   |
| 1967 | 38.073        | 136        | 0           | 38.348      | Censo de las autoridades israelíes                  |
| 1997 | 119.093       | 119.093    | 530         | 119.623     | Censo de las autoridades palestinas                 |
| 2007 | 163.146       | 163.146    | 500         | 163.646     | Censo de las autoridades palestinas                 |
| 2016 | 215.452       | 215.452    | 800         | 216.252     | Estimación de las autoridades palestinas            |

## Economía
Según la ONG israelí B'Tselem, la economía de Hebrón (que había sido tradicionalmente el principal núcleo comercial del sur de Cisjordania) se vino abajo debido a las medidas restrictivas aplicadas por el ejército israelí. A finales de 2006, un total de 1.014 viviendas del centro de la ciudad habían sido abandonadas por sus propietarios (659 durante la Segunda Intifada), lo que suponía más del 40% de las viviendas de esta zona. Además, 1.829 comercios habían tenido que cerrar sus puertas (1.141 durante la Segunda Intifada), significando un 76,6% de los comercios del centro de la ciudad. Al menos 440 de ellos tuvieron que cerrar por órdenes militares.

### Industria del calzado

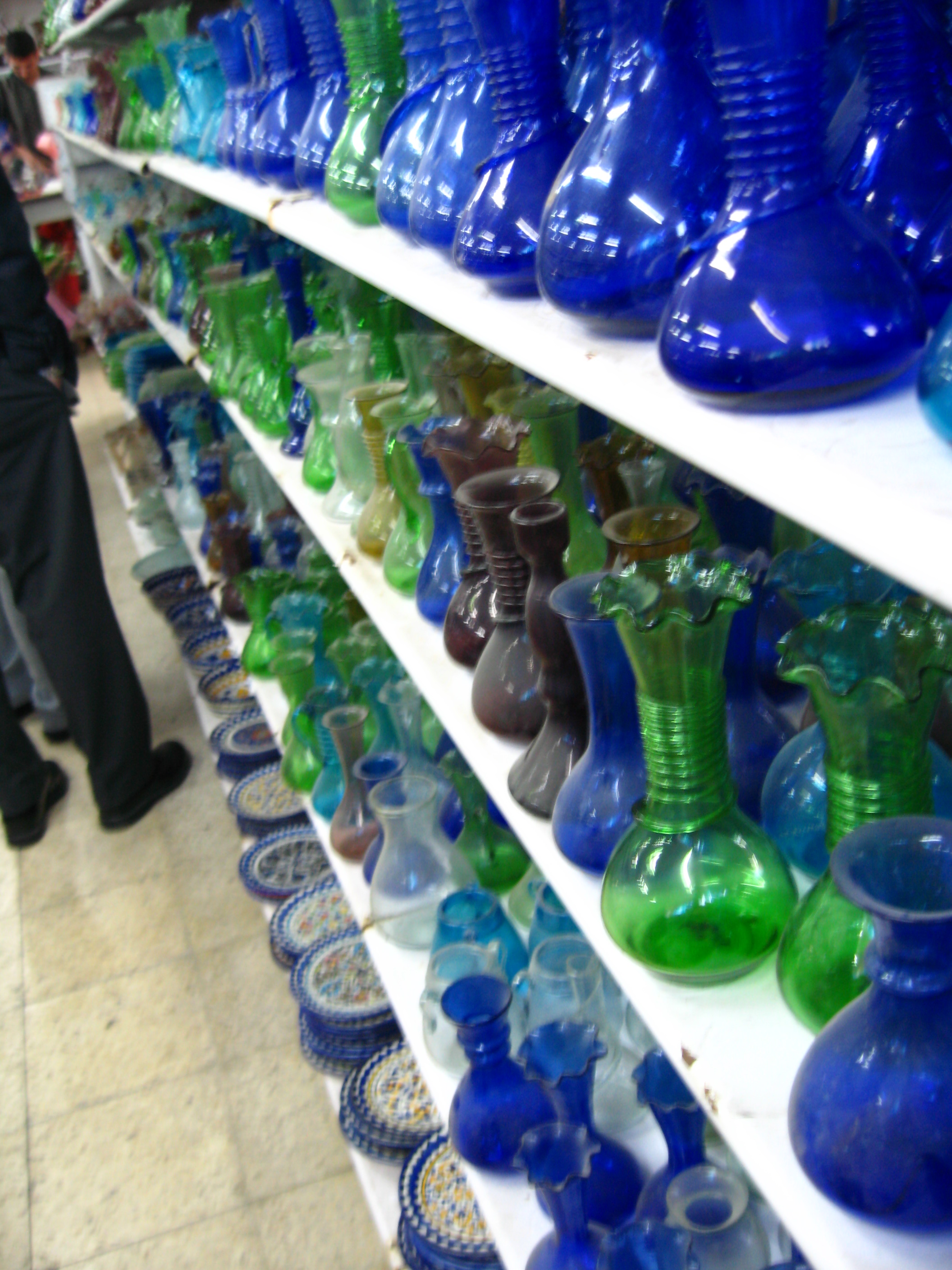
Vidrio de Hebrón

Desde los años setenta hasta principios de los noventa, un tercio de los habitantes de Hebrón trabajaba en la industria del calzado. Según el fabricante Tareq Abu Felat, su número alcanzó como mínimo 35.000 trabajadores y llegó a haber más de mil fábricas de diversos tamaños en la ciudad. Las estadísticas de la Cámara de Comercio de Hebrón calculan unas cifras de 40.000 trabajadores y unos 1.200 negocios. Sin embargo, los Acuerdos de Oslo de 1993 y el Protocolo de Relaciones Económicas entre Israel y la OLP de 1994 posibilitaron la importación masiva de productos chinos por la ausencia de regulación de parte de la Autoridad Nacional Palestina. Esto cambió poco después, imponiendo una serie de tasas a dicha importación. El gobierno palestino decidió imponer una tasa adicional del 35% sobre los productos chinos en abril de 2013.
A día de hoy, se cree que el 90% de los zapatos que se usan en Palestina provienen de China, con mucha menos calidad pero también mucho más baratos y más estéticos según los trabajadores de la industria del calzado palestina. Las restricciones israelíes a las exportaciones palestinas también han colaborado al declive de la industria del calzado. Actualmente, no más de 300 talleres y fábricas de zapatos están activos en Hebrón, la mayoría de los cuales funcionan solamente a tiempo parcial con entre 3.000 y 4.000 trabajadores. Más de la mitad de la producción se exporta a Israel, donde los clientes tienen un mayor poder adquisitivo. Menos del 25% se vende en el mercado palestino, mientras que una pequeña proporción también se comercializa en Jordania, Arabia Saudí y otros países árabes.

### Vidrio
La producción de vidrio ha sido una de las industrias tradicionales de Hebrón ya desde tiempos romanos, aunque el vidrio de estilo veneciano comenzó a producirse en la ciudad en el siglo IX. A comienzos del siglo XIX había 26 hornos de cristal en Hebrón, en los que trabajaban unas 150 personas. Aunque la industria del vidrio fue en declive durante el siglo XIX, sigue siendo a día de hoy una importante fuente de ingresos para la ciudad. Las técnicas de producción tradicional están en desuso, y a día de hoy se tiende a reutilizar vidrio usado en lugar de los tradicionales materiales locales. La técnica tradicional del soplado del vidrio sigue viva en tres fábricas de Hebrón que producen principalmente souvenires y enseres de vidrio. 

## Lugares de interés

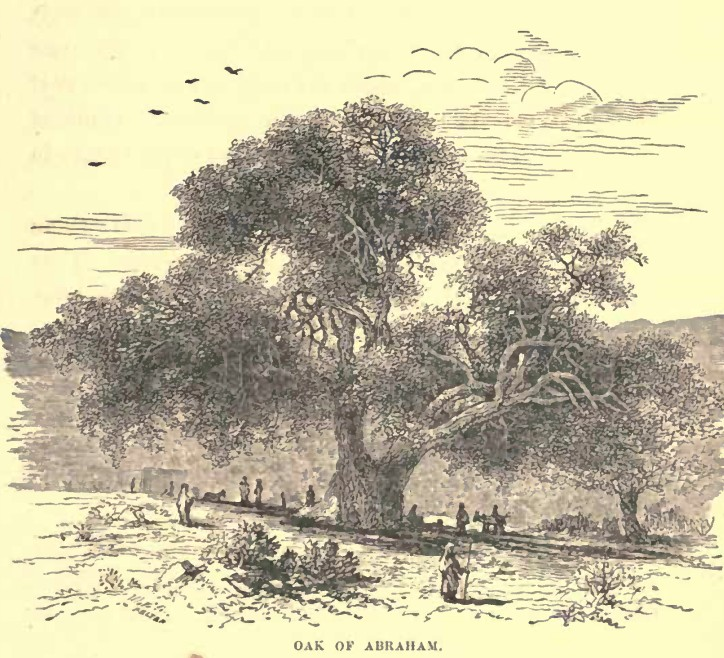
Roble de Abraham

El sitio religioso e histórico más importante de la ciudad es la llamada Tumba de los Patriarcas (en hebreo: מערת המכפלה, Me'arat ha-Machpelah, "Cueva de los Machpelá"; en árabe: الحرم الإبراهيمي, Al-Haram Al-Ibrahimi, "El santuario de Abraham"). El sitio es considerado sagrado por las tres principales religiones abrahámicas: el judaísmo, el cristianismo y el islam. Según el Génesis, es una cueva que compró Abraham por cuatrocientos shekalim de plata para enterrar a su esposa Sara. Según las tradiciones judías e islámicas, Abraham, Sara, Isaac, Rebeca, Jacob y Lea están enterrados en la cueva, considerada el segundo lugar más sagrado del judaísmo y el cuarto del islam. En los alrededores se han edificado iglesias, sinagogas y mezquitas, destacando la mezquita de Ibrahim y las sinagogas de la Sala de Abraham y de la sala de Jacob. Las tumbas de otras figuras bíblicas como Abner ben Ner, Otniel ben Kenaz, Rut o Jesé también se encuentran en la ciudad.
La Ciudad Vieja de Hebrón y la Tumba de los Patriarcas fueron nombradas Patrimonio de la Humanidad por la UNESCO el 7 de julio de 2017, declarándolas "patrimonio palestino" y catalogándolas dentro de la lista de patrimonios "en peligro".
El Roble de Sibta (también conocido como Roble de Abraham) es un árbol antiguo que, según la tradición, marca el lugar donde Abraham colocó su tienda. El sitio en que se encuentra pertenece a la Iglesia Ortodoxa Rusa, que también es dueña del cercano Monasterio del Roble de Abraham y la Sagrada Trinidad, consagrado en 1925.
Hebrón es una de las pocas ciudades del mundo que ha conseguido preservar su arquitectura mameluca. Muchas estructuras de la ciudad pertenecen a este periodo arquitectónico, destacando las zawiyas sufíes y las mezquitas del Jeque Ali al-Bakka y de Al-Jawali. La sinagoga Abraham Avinu, construida en el periodo otomano temprano (1540) y restaurada en 1738, se encuentra en el histórico barrio judío de Hebrón.

## Tradiciones religiosas
Algunas tradiciones judías relacionadas con Adán lo ubican en Hebrón tras su expulsión del Paraíso. Otra historia tradicional dice que fue en Hebrón donde Caín mató a su hermano Abel. Una tercera tradición dice que Adán y Eva están enterrados en la Cueva de Macpelá. Según una tradición judeocristiana, Adán fue creado a partir de la arcilla roja del campo de Damasco, cerca de Hebrón. De hecho, durante la Edad Media, tantos los habitantes de Hebrón como los peregrinos que llegaban a ella comían la tierra roja de la ciudad como una especie de remedio contra la mala suerte. También se dice que la tierra se recogía para ser posteriormente exportada como especia medicinal a Egipto, Arabia, Etiopía y la India, y que el hueco dejado se volvía a rellenar después de cada extracción. La leyenda también cuenta que Noé plantó su viñedo en el Monte Hebrón. Según la tradición medieval cristiana, Hebrón era una de las tres ciudades donde Isabel vivió y, por lo tanto, uno de los posibles lugares de nacimiento de Juan el Bautista.
Una tradición islámica dice que Mahoma se detuvo brevemente en Hebrón durante su Viaje Nocturno desde La Meca hasta Jerusalén, y se cuenta que la mezquita de la ciudad conserva aún uno de sus zapatos. Otra tradición afirma que el Profeta Mahoma dejó dicho que Hebrón y las aldeas que lo rodeaban debían formar parte del dominio de Tarim al-Dari, lo que tomó forma durante el reinado de Umar como califa.

## Tensiones intracomunitarias

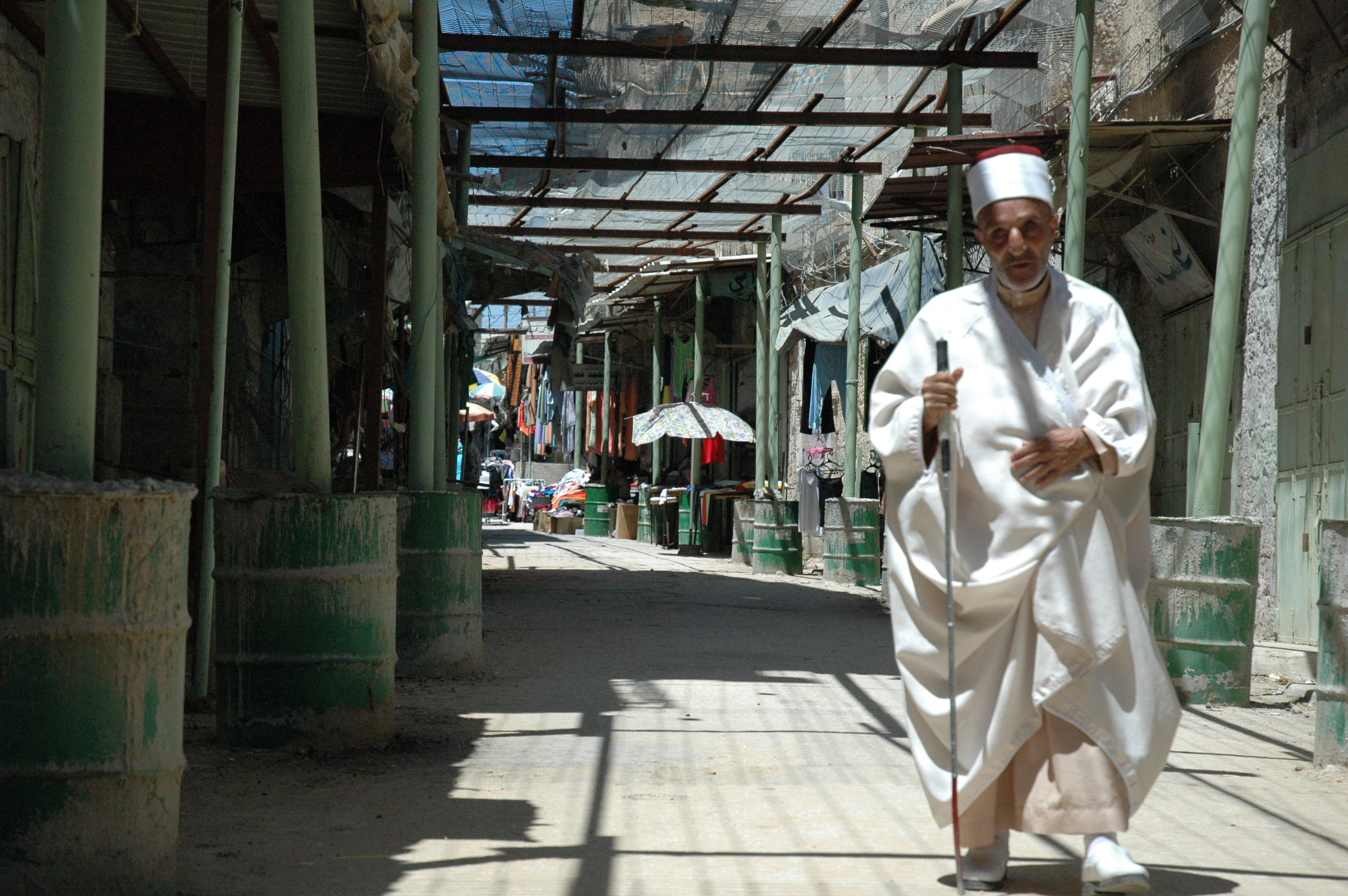
Calle del mercado de la ciudad vieja de Hebrón.

Hebrón es considerada como símbolo de la tensión entre palestinos y judíos. 
Un antecedente de estas tensiones intracomunitarias lo podemos encontrar en la Matanza de Hebrón de 1929, cuando, según diversas fuentes, entre 67 y 133[cita requerida] judíos fueron asesinados por palestinos y 110 palestinos murieron a manos de la policía británica, suceso que dio lugar a la huida de los judíos de la ciudad.
El 2 de mayo de 1980, poco después de que el gobierno israelí legalizase el asentamiento de Beit Hadassah en el centro de la ciudad, seis estudiantes judíos de una yeshivá murieron cuando volvían a casa después de haber orado en la Tumba de los Patriarcas. El ataque, realizado con granadas y armas de fuego, hizo a su vez que los colonos judíos se radicalizasen aún más y se uniesen a un grupo terrorista judío conocido como Jewish Underground. El 26 de julio de 1983, unos colonos judíos atacaron la Universidad Islámica, mataron a tiros a tres personas e hirieron a otras treinta. En los años ochenta, Hebrón se convirtió en el centro de operaciones del movimiento Kach, considerado una organización terrorista judía y cuyos primeros ataques tuvieron lugar en esta ciudad, proporcionando un modelo para ataques similares en otras ciudades cisjordanas.
Hebrón fue la única ciudad palestina excluida del acuerdo provisional de septiembre de 1995 que entregaba el control administrativo de todas las ciudades cisjordanas a la Autoridad Nacional Palestina. Desde los Acuerdos de Oslo, los episodios violentos no dejan de repetirse en Hebrón. La Masacre de la Cueva de los Patriarcas tuvo lugar en 1994 cuando Baruch Goldstein, un médico israelí del asentamiento de Kiryat Arba, abrió fuego contra un grupo de musulmanes que rezaba en la Mezquita Ibrahimi, matando a 29 personas e hiriendo a otras 125 antes de quedarse sin balas y ser él mismo linchado por los supervivientes. La normativa vigente sobre los soldados israelíes de servicio en Hebrón les prohibía disparar a judíos, incluso aunque estos estuviesen disparando a civiles árabes. La masacre fue condenada por el gobierno israelí, que poco después prohibió el partido de ultraderecha Kach. Otra consecuencia fue el incremento de restricciones al movimiento de los palestinos en la zona H2, el cierre de su mercado de verduras y carne y la prohibición de coches palestinos en la calle Al-Shuhada. El parque cercano a la Cueva de los Patriarcas también está vedado a los ciudadanos palestinos de Hebrón. Baruch Goldstein está enterrado en el asentamiento de Kiryat Arba y su tumba es destino de peregrinación de multitud de judíos cada año en ocasión de la fiesta del Purim.

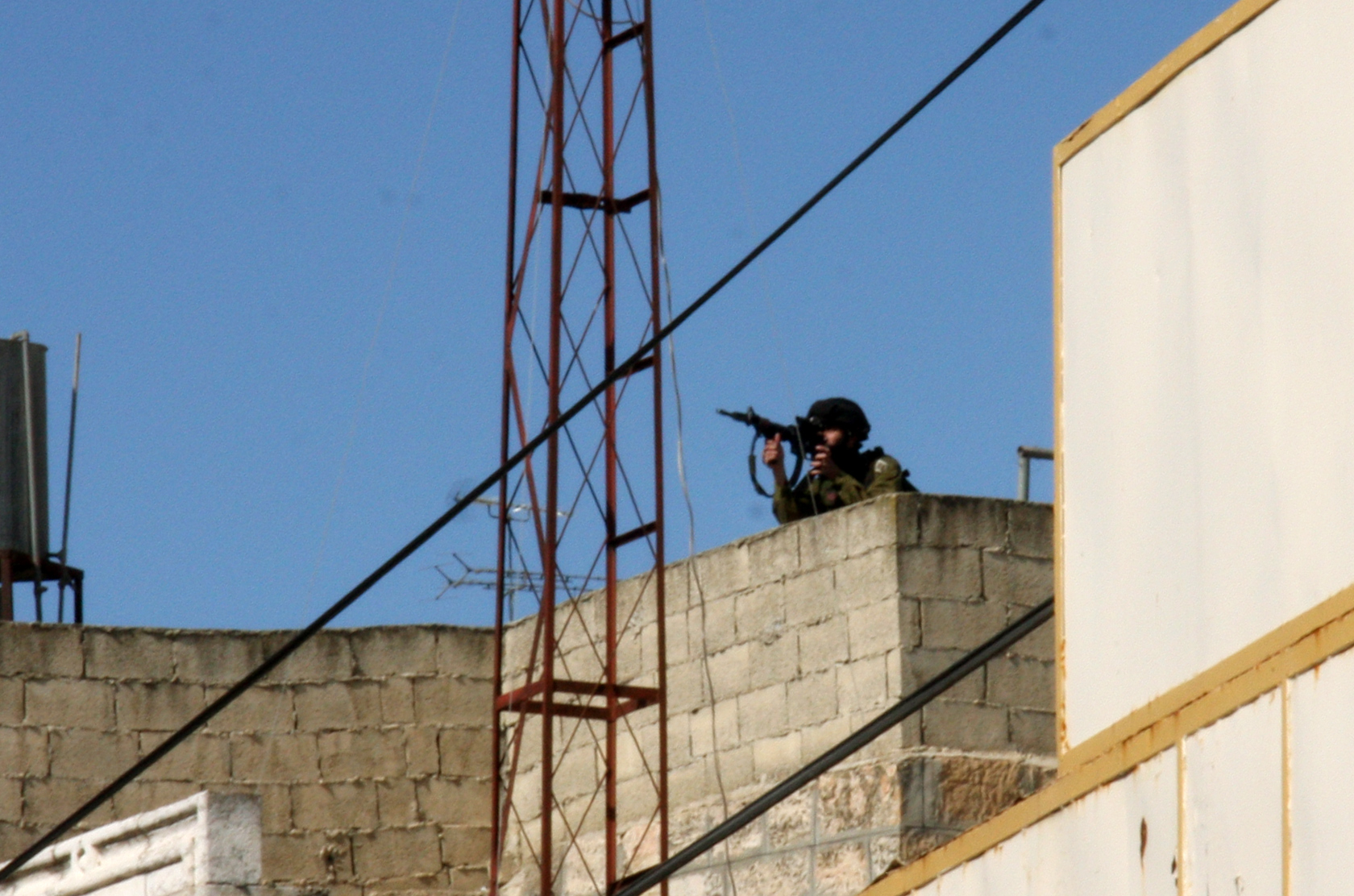
Soldado israelí en Hebrón

Allí se han denunciado prácticas que violan los derechos humanos de los palestinos, en las que se incluye desprotección ante la ley, restricciones a la libre circulación, cierre de comercios y toque de queda. Los colonos judíos llevan a cabo acciones de acoso enfocadas a que los palestinos dejen sus casa y la ciudad y los caminos permitidos a los palestinos han sido enrejados por el ejército israelí para impedir que los colonos apedreen a los mismos. Un total de 1.014 viviendas habían sido abandonadas por sus propietarios palestinos y 1.829 comercios habían cerrado hacia finales de 2006. Durante los tres primeros años de Intifada, el ejército israelí impuso un total de 377 toques de queda de 24 horas de duración, incluido un toque de queda que duró 182 días consecutivos. Por otro lado, Israel ha establecido una serie de calles de Hebrón como de uso exclusivo para judíos, prohibiendo el paso a vehículos e incluso viandantes palestinos y cortando la principal arteria norte-sur de la ciudad.
La ONG israelí B’Tselem afirma que ha habido “graves violaciones” de los derechos humanos de los palestinos en la ciudad de Hebrón por la “presencia de colonos en el interior de la ciudad”. B’Tselem detalla incidentes “casi diarios de violencia física y daños contra la propiedad privada por parte de los colonos de la ciudad”, así como toques de queda y restricciones de movimiento que se encuentran “entre los más duros de los Territorios Ocupados” y violencia por parte de los policías de fronteras y soldados israelíes contra la población palestina del sector H2 de Hebrón.
Según Human Rights Watch, las zonas palestinas de Hebrón se ven frecuentemente afectadas por disparos indiscriminados del ejército israelí, lo que lleva a multitud de muertes. Un exsoldado israelí con experiencia en labores de patrulla en Hebrón testificó a la ONG israelí Breaking the Silence (Rompiendo el Silencio) que en el tablón informativo de su unidad se colgó un cartel describiendo el objetivo de su misión: “entorpecer las rutinas de los habitantes del vecindario”. El alcalde de Hebrón, Mustafa Abdel Nabi, invitó a la ONG estadounidense Christian Peacemaker Teams (Equipos Pacificadores Cristianos) para que ayudasen a la comunidad local palestina frente a lo que ellos describen como ocupación militar israelí, castigos colectivos, acoso de los colonos, demoliciones de casas y confiscación de tierras.
Durante el periodo transcurrido entre el inicio de la Primera Intifada y el final de la Segunda Intifada, la comunidad judía de Hebrón estuvo sujeta a ataques por parte de milicianos palestinos. Hubo un total de 3 muertos por puñaladas y 9 por disparos en el periodo entre ambas intifadas (un 0,9% de las víctimas en Israel y Cisjordania) y 17 muertos por disparos (9 soldados y 8 colonos) y 2 muertos por una bomba durante la Segunda Intifada. Dos observadores internacionales también fueron asesinados "por error" por pistoleros palestinos en un ataque en la carretera de Hebrón. El 27 de marzo de 2001, un francotirador palestino mató al niño judío Shalhevet Pass. El 29 de julio de 2002, un grupo de unos 4.000 colonos judíos que marchaban por el centro de Hebrón quemando casas y disparando a los edificios mataron de un disparo en la cabeza a la joven palestina Nizim Jamjoum, de 14 años, y apuñalaron al niño de 8 años Ahmed Natcha en su propia casa. Doce soldados israelíes murieron y otros quince resultaron heridos en una emboscada el 15 de abril de 2002. En mayo de 2003, tres alumnos de la Universidad Politécnica de Hebrón llevaron a cabo tres atentados suicidas por separado. En agosto de 2003, en lo que los grupos islamistas palestinos consideraron un acto de represalia, el predicador de 29 años Raed Abdel-Hamed Mesk se inmoló en un autobús de Jerusalén matando a 23 personas e hiriendo a otras 130. Las tensiones entre ambos grupos son constantes. En 2010, cuatro judíos de Hebrón fueron víctimas de un ataque terrorista de milicianos islamistas bien de Hamás o de la Yihad Islámica, en una ruta frecuentada por miembros de la colonia judía de Kiryat Arba, en una zona de gran tensión recurrente entre palestinos e israelíes. Allí fueron encontrados, en 2014, los cuerpos asesinados de tres adolescentes judíos, suceso que según Israel desencadenó el Conflicto entre la Franja de Gaza e Israel de 2014. Durante las operaciones de búsqueda, el ejército israelí detuvo a 420 personas y mató a cinco palestinos, tres de ellos menores de edad.
La Comisión Shamgar de 1994, establecida por el gobierno israelí para dilucidar las causas del asesinato de Isaac Rabin, concluyó que las autoridades israelíes habían fallado continuamente a la hora de investigar o perseguir los crímenes cometidos por los colonos judíos contra los palestinos. El comandante del ejército israelí en Hebrón, Noam Tivon, afirmó que su mayor preocupación era la de “asegurar la seguridad de los colonos judíos”. 
En 2015, Hebrón y su distrito fueron el centro de la ola de protesta palestina desatada tras las medidas adoptadas por Israel sobre el control del Monte del Templo en Jerusalén Este. En poco más de un mes, entre el 1 de octubre y el 7 de noviembre de 2015, hubo 31 muertos palestinos y un israelí, cuya muerte fue accidental según aclaró el ejército israelí. El número de heridos palestinos superó los 700. El 24 de marzo de 2016, en el asentamiento de Tel Rumeida, un palestino llamado Abdel Fattah al-Sharif fue herido por soldados israelíes poco después de intentar apuñalar a uno de ellos. Cuando yacía herido y desarmado en el suelo, el sargento médico israelí Elor Azaria lo remató de un disparo en la cabeza. El incidente fue grabado por un voluntario de la ONG israelí B'Tselem y difundido rápidamente a través de internet, lo que derivó en el procesamiento de Azaria. Finalmente, el 21 de febrero de 2017, fue condenado a 18 meses de cárcel.

## Deportes

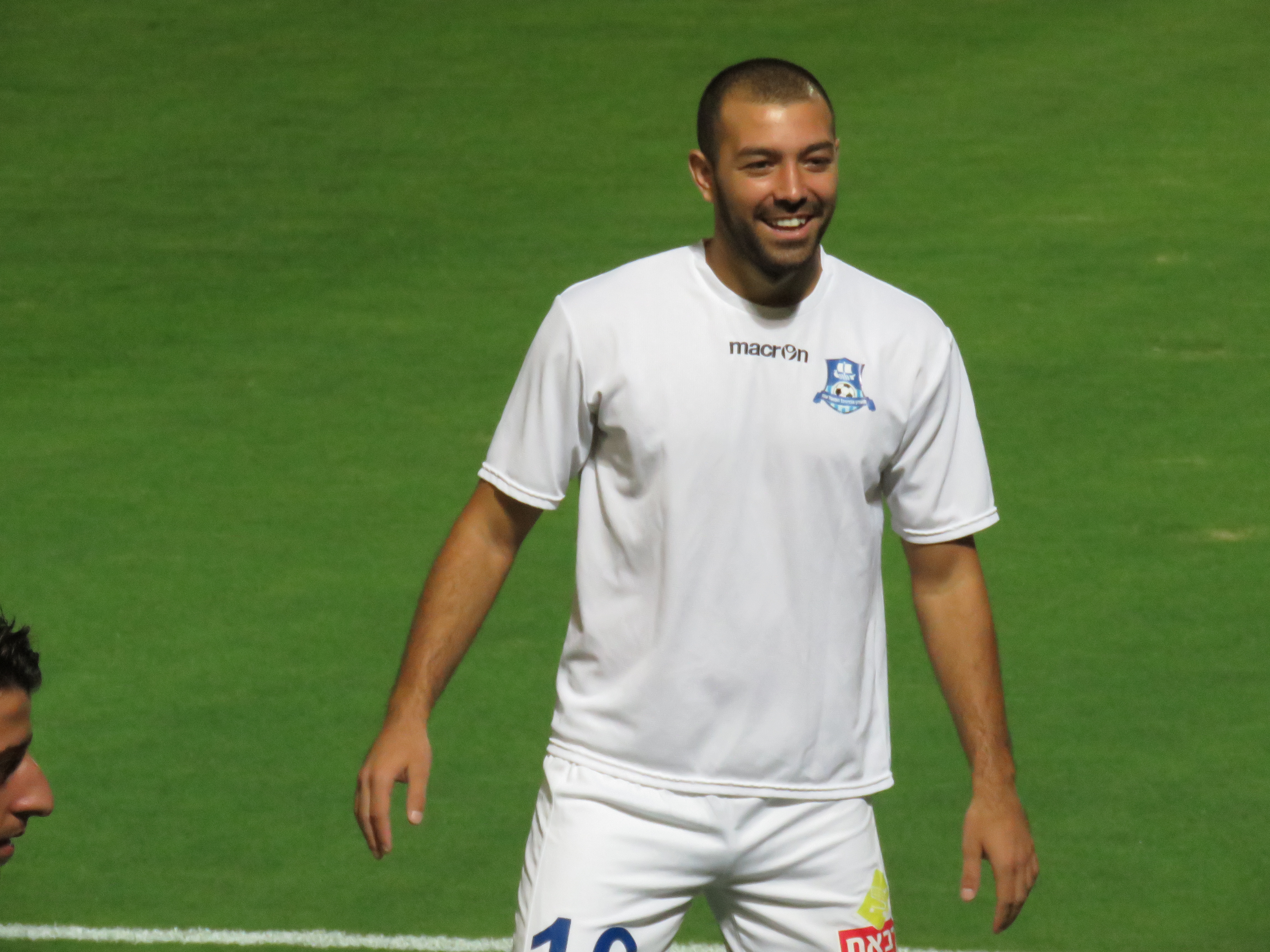
Shadi Shaban, jugador del Ahli al-Khalil de la ciudad de Hebrón

La ciudad de Hebrón tiene dos equipos en la primera división de la liga de fútbol regional, la Liga Premier de Cisjordania. Ambos juegan sus partidos de local en el estadio Hussein Bin Ali, con capacidad para 8.000 espectadores. El más antiguo de ellos es el Shabab al-Khalil, fundado en 1943, todavía en la época del Mandato Británico de Palestina. Ha ganado tres veces la liga cisjordana; en concreto, en los años 1982, 1985 y 2016. La victoria en esta última temporada le permitió clasificarse para la Copa AFC, el torneo intermedio de la Confederación Asiática de Fútbol. También ha ganado cuatro Copas de Palestina en los años 1978, 1981, 1985 y 2013.
El otro gran equipo de la ciudad es el Ahli al-Khalil, fundado en el año 1974, cuyos colores principales son el rojo y el blanco. El Ahli al-Khalil ganó la final de la Copa de Palestina en el año 2015 al Ittihad Shejaiya, un club de la Franja de Gaza. Era la primera vez que Israel permitía la celebración de un partido entre equipos de estas dos regiones palestinas en 15 años. Gracias a su victoria en la Copa Palestina, consiguió así clasificarse para la Copa AFC. Un año después, en 2016, el Ahli repitió título tras vencer al Shabab Jan Yunis de la Franja de Gaza. El partido de vuelta tuvo que retrasarse tres días porque Israel no permitía a 8 jugadores gazatíes salir de la Franja, y la situación solo se desbloqueó tras la intervención del presidente de la FIFA, Gianni Infantino.
El 9 de enero de 2016 viajó a Chile para jugar un partido amistoso contra el Club Deportivo Palestino de Chile, a fin de estrechar lazos en un "partido de la hermandad". Como resultado del viaje, el Club Palestino fichó al centrocampista de 24 años Shadi Shaban, que militaba en el Ahli al-Khalil. Además, en diciembre de 2016 el Club Palestino viajó a Cisjordania para realizar una gira y "reconectar con sus raíces palestinas". En dicha gira jugó dos partidos, uno contra la selección nacional palestina y otro contra un combinado de jugadores de Hebrón. Este último concluyó con el resultado de 1 a 1.

## Hermanamientos
Municipios hermanados de la ciudad de Hebrón.
- Derby, Derbyshire, Inglaterra[284]
- Jajmau, Kanpur, India